# Rende
Rende (AFI: [ˈrɛnde], Renni in dialetto cosentino) è un comune italiano di 36 918 abitanti della provincia di Cosenza in Calabria, situato a nord dell’area urbana di Cosenza.
Si divide in due parti: il centro storico, che sorge su un colle a circa 474 m s.l.m., e l'area moderna, nell'alta valle del Crati, che ospita la sede comunale posta a 184 metri s.l.m., e che è strettamente conurbata con Cosenza.
Per effetto del DPR 11 marzo 2016 al comune di Rende è stato concesso il titolo di città.

## Geografia fisica

### Territorio
Rende si estende dalla riva est del fiume Crati a una quota altimetrica di circa 165 m s.l.m. fino alle propaggini orientali della Catena Costiera con le frazioni Malvitani a 330 metri s.l.m. e Nogiano a 525 metri s.l.m. Il territorio si dispone su un profilo altimetrico compreso tra 129 e 1137 metri s.l.m., e presenta zone montane ad ovest che pian piano degradano verso est formando colline, su una delle quali sorge il centro storico, fino ad arrivare alla Valle del Crati dove grazie ad ampie aree pianeggianti si estende la città moderna. Il Crati è il fiume più importante che la attraversa, insieme ai suoi affluenti Campagnano, Emoli e Surdo. 

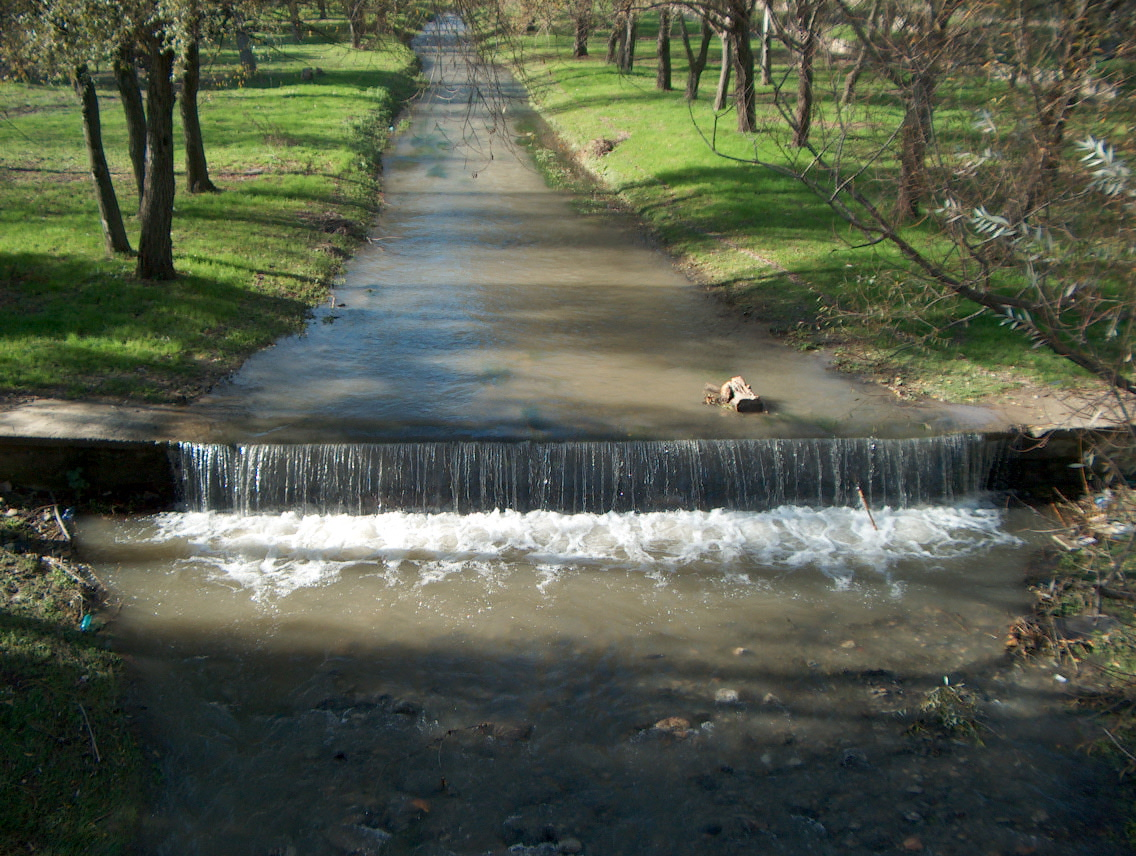
Parco fluviale Emoli.

### Clima
D'inverno il clima è freddo secco in collina, mentre a valle è freddo alquanto umido e i venti soffiano specialmente da nord e da nord-ovest. D'estate il caldo è temperato in collina, a valle invece è pesante e afoso.
| RENDE               | Mesi | Mesi | Mesi | Mesi | Mesi | Mesi | Mesi | Mesi | Mesi | Mesi | Mesi | Mesi | Stagioni | Stagioni | Stagioni | Stagioni | Anno |
| RENDE               | Gen  | Feb  | Mar  | Apr  | Mag  | Giu  | Lug  | Ago  | Set  | Ott  | Nov  | Dic  | Inv      | Pri      | Est      | Aut      | Anno |
| ------------------- | ---- | ---- | ---- | ---- | ---- | ---- | ---- | ---- | ---- | ---- | ---- | ---- | -------- | -------- | -------- | -------- | ---- |
| T. max. media (°C)  | 14   | 14   | 16   | 18   | 22   | 26   | 29   | 29   | 27   | 23   | 18   | 15   | 14,3     | 18,7     | 28       | 22,7     | 20,9 |
| T. min. media (°C)  | 6    | 6    | 7    | 9    | 12   | 16   | 18   | 18   | 16   | 13   | 9    | 7    | 6,3      | 9,3      | 17,3     | 12,7     | 11,4 |
| Precipitazioni (mm) | 90   | 109  | 79   | 68   | 37   | 21   | 12   | 18   | 37   | 100  | 101  | 97   | 296      | 184      | 51       | 238      | 769  |

## Storia

### Le origini di Rende
Gli antichi Enotri, provenienti dalla piana di Sant'Eufemia e da Clampetia (Amantea) fondarono nei pressi del fiume da essi denominato Acheronte, la primitiva Acheruntia, "le case dei forti presso le acque del fiume" e, successivamente, Pandosia. La zona era però inadatta alla difesa durante le guerre che in quel periodo si susseguivano numerose, alcuni Acheruntini abbandonarono quei luoghi per rifugiarsi in un posto più difendibile, l'odierna frazione di Nogiano. Questo nuovo insediamento, che risale al 520 a.C., fu denominato Aruntia (Αρουντία in greco), "le case dei forti", e successivamente Arintha. Lo storico Ecateo di Mileto, vissuto nel 500 a.C., cita Arintha come Città della Bretia di origine enotra.

### Arintha nel mondo romano
Le sorti della città seguirono quelle della vicina Cosentia. Nelle guerre puniche, Arintha venne chiamata alle armi insieme con i Pandosiani, Besidiesi, Cosentini e altri popoli per sbarrare il passo ad Annibale, il quale, allontanatosi da Roma, piombò repentinamente sui popoli del Brutio. Durante la dominazione romana, sotto il consolato di Q. Cecilio e L. Valerio, il Brutio divenne regione romana e le città e le borgate coi loro territori furono compresi in una vasta organizzazione amministrativa, divisa in "Municipi" e sostenuta militarmente e politicamente da colonie romane. Anche Arintha ottenne il titolo di "Municipio". Durante l'amministrazione romana si volle dare inizio alla costruzione e manutenzione di pochi e rudimentali acquedotti e delle strade. Arintha e altri paesi vennero così allacciati all'arteria principale che era la "Via Popilia", la sola che, scendendo da Capua, attraversava la Valle del Crati e gran parte del territorio di Arintha. Nel 72 a.C. quando Spartaco con la sua armata passò per la valle del Crati, molti schiavi tra gli acheruntini lo seguirono, pronti a dare il loro sangue per quella libertà da sempre bramata. Ma contro Spartaco arrivarono ben presto gli eserciti di Crasso e Pompeo che speravano di venire alle prese col gladiatore trace sul territorio della Valle del Crati. Egli fu poi sconfitto e ucciso a Reggio Calabria dove si era rifugiato.
Il Brutio ai tempi di Augusto si svegliò alle luci delle arti, delle lettere e della filosofia. Ebbe inizio così per alcuni privilegiati tra la gioventù di Arintha quel desiderio di sapere, che armonizza anima e intelletto con l'universo circostante. Nascono così le prime scuole pitagoriche dove venivano tramandati principi filosofici e scientifici.

### La discesa dei barbari nella Valle del Crati
La Valle del Crati, dove si estende la parte migliore del territorio di Arintha, fu sempre considerata dai barbari, come dai romani, la chiave del mezzogiorno d'Italia. Intorno al 410 d.C. Alarico, re dei Visigoti, con la ciurma dei suoi barbari deliberò di marciare indisturbato per gli Appennini calabri e precisamente per la campagne di Arintha al fine di arrivare in Sicilia evitando di porre l'assedio a Cosenza. Da qui, infatti, transitarono truppe e carriaggi, derubando e distruggendo quanto capitava sotto mano. Da qui poi risalirono lungo le rive del fiume Busento e il valico del Potame per scendere lungo il fiume Catocastro sino Clampetia, sulle coste del Tirreno e proseguire sino a Reggio e la Sicilia.
Nel 543 scese in Calabria Totila, che riconquistò per gli ostrogoti le regioni del Bruzio e si accanì specialmente alla conquista della città di Arintha insieme a Uffugum e Consentia, le quali città vollero opporre un'accanita resistenza. I soldati di Totila allora, non potendo sopraffare la resistenza delle varie popolazioni, addivennero a più miti consigli. Si vollero presentare ai "signori" di Arintha, Uffugum e Consentia per offrire loro onori e ricchezze in cambio di una più mite e benevola accoglienza. Ma i popoli del Bruzio decisero, invece, di rispondere con il rifiuto e continuando a battersi ostinatamente contro i barbari del nord. Il loro eroismo però fu vano, perché nei primi mesi del 547 tutto il territorio di Arintha fu invaso dalle orde barbariche che si moltiplicarono a dismisura; venne spezzata con la potenza del numero l'ostinata resistenza, e Arintha stessa fu messa a sacco e fuoco. Fu pesante la vendetta, molti subirono atroce martirio, mentre i pochi superstiti dovettero assistere alla quasi totale rovina dei loro beni e delle loro case.

### Arintha nel periodo musulmano
Nei secoli successivi, così come per molti comuni calabresi, anche Arintha subì oltre alle dominazioni bizantine e longobarde anche un vero dominio musulmano, i cui califfi si alleavano ora con i Longobardi, ora con i Bizantini. Prima però di subire la invasione dei Saraceni, i calabresi, e specialmente i cosentini con tutte le forze della provincia, tra cui molti rendesi, ebbero verso il 721 l'incarico di andare a debellare i musulmani nel territorio di Napoli. Ma la vendetta di questi cadde inesorabile sulle popolazioni calabresi. Infatti le navi pirati dei musulmani cominciarono a devastare o distruggere le città marine. E quando nell'843-45 la baldanza musulmana arrivò al colmo della sua potenza, allora essi cominciarono a piombare gravemente sui paesi interni compresi Arintha, depredando le campagne, già annientate e devastate dalle guerre barbariche, dalle carestie e pestilenze. Solo più tardi, nell'anno 852, i rendesi insieme ai cosentini poterono insorgere contro le orde saracene, le quali vennero duramente sconfitte grazie alla protezione e l'aiuto del re Ludovico II. Ancora nel 901 ritornarono però in Calabria i saraceni che sottomisero la città di Cosenza. Nel settembre 902 arrivò lo stesso califfo Ibrahim, dai calabresi ricordato come "Brachimo".
Nel 914, l'emiro Abstaele di Squillace, che si era stabilito a Cosenza, venne ad assalire e distruggere quanto era rimasto nella cittadina di Arintha, forse perché ribelle al pagamento dei tributi. Il popolo di Arintha cercò spesso ma invano di contrastare la potenza saracena. Per questo motivo si ritirò in massa fra le mura della vicina città di Cosenza. Ma quando Cosenza, ormai distrutta, fu assalita e incendiata, quando la sua provincia fu tutta devastata, allora tutte le popolazioni furono costrette a fuggire sulle pendici della Sila formando i cosiddetti "casali". La gente di Arintha si stabilì nell'attuale territorio di Castiglione Cosentino e impose il nome di Arente a un torrente che sorgeva in quei pressi. Ancora oggi il torrente porta questo nome e serve ad alimentare la rete idrica del comune di Rose.

### Rende nel periodo normanno, svevo, angioino e aragonese[11]
Dopo tanti anni le poche genti di Arintha rientrarono nelle proprie terre dalle montagne della Sila. Questa scelta fu dettata dal desiderio dei rendesi di ritornare nella terra dei propri avi ma soprattutto, fu la sicurezza nella potenza e nel favore dei Normanni che li convinse a ritornare tranquilli per dare inizio ad una vita più serena dentro le mura di più solide fortificazioni. I rendesi fondarono nuovamente il nucleo cittadino di Arintha su un colle solitario posto tra il fiume Surdo e l'Emoli. La Signoria di tale nuova città di nome Rende venne assunta dal capostipite dell'omonima Famiglia Rende, poi passata in Bisignano con il vescovo Guglielmo Rende (1295-1315) ed ivi ascritta al Sedile di Nobiltà.
A partire dal 1045, Rende passò sotto il diretto controllo dei Normanni, in particolare di Roberto il Guiscardo, che impose alla Città il pagamento di tributi e la presenza di un "Signore", il vescovo-conte di Cosenza. Ma nel 1091 tutto il circondario del cosentino si ribellò per le tasse troppo elevate. Ruggero Borsa, figlio di Roberto il Guiscardo ed erede designato, subentrato al padre nella gestione del territorio, chiese l'intervento di Ruggero I, suo zio, e di Boemondo, suo fratellastro maggiore, che repressero la ribellione con la forza.
Boemondo ottenne per il suo intervento il controllo della contea di Cosenza.
Boemondo d’Altavilla decise di realizzare un Castello sull'attuale solitario colle, tra i torrenti Surdo ed Emoli, da cui si domina buona parte della valle del Crati. La realizzazione dell'imponente struttura fu portata a termine nel 1095 con l'aiuto di Mirandi Artifices. È in questo periodo che per la prima volta compare in documenti ufficiali la denominazione Renne che significa Regno in francese antico.
Rende ed il suo castello diventano la base di Boemondo, prima che questi parta per la Crociata nel 1096. Nella sua impresa fu seguito da un cavaliere rendese, Pietro Migliarese, che condusse con sé quattro militi ed otto inservienti, ed al cui seguito si unirono anche i Mirandi Artifices già impegnati nella costruzione del castello. Boemondo ritornò a Rende nel 1106 e ancora nel 1111, poco prima di morire. Il terremoto del 1184 provocò gravi danni, danneggiando il castello e alcune chiese, e Rende conobbe un periodo di recessione.
Dal 1189 si assistette nel Regno di Sicilia ad una lotta per la successione a Guglielmo II il buono, ma solo nel 1194 fu posta la parola fine con la discesa nel regno di Sicilia di Enrico VI, marito di Costanza d'Altavilla ed erede designata dallo stesso Guglielmo. Passando in queste terre Enrico VI pretese il pagamento di ingenti tributi che la gente di Rende non avrebbe mai potuto onorare. In difesa di questi intervenne il Beato Gioacchino da Fiore, confessore di Costanza. Infatti egli conosceva bene i Rendesi, avendo passato quasi un anno tra le montagne di Rende prima di diventare Abate di Corazzo. Dopo la morte di Enrico VI avvenuta poco dopo, Rende visse un periodo florido, grazie anche alla protezione di Costanza.
Nel periodo svevo, Federico II confermò l'appartenenza delle terre di Rende all'arcivescovo di Cosenza. Nel 1222 Federico II si recò a Cosenza per l'inaugurazione del Duomo e i cittadini di Rende erano presenti con il loro gonfalone che raffigurava le tre torri del castello su uno sfondo bianco e rosso, i colori del blasone di Boemondo. Dopo la morte di Federico, si assistette alla disputa sulla sua successione, conclusasi nel 1266 con la battaglia di Benevento che vide la vittoria di Carlo d’Angiò contro Manfredi; nell'atrio del castello è tuttora visibile un'incisione dell'epoca che ricorda la presenza di mille Rendesi schierati contro Manfredi.
Nel periodo angioino, Rende venne affidata al Vescovo-Conte di Cosenza, di cui seguì le sorti. Dopo alterne vicende, si ritrova dal 1319 la presenza della famiglia Migliarese da Rende al servizio della Casa d'Angiò. Giovanni Migliarese venne nominato cavaliere di compagnia del Re Roberto d’Angiò e Godefrido Migliarese venne investito del feudo di Malvito.
Nel 1422, durante la guerra tra angioini ed aragonesi Francesco Sforza, il futuro duca di Milano, che comandava l'esercito angioino in Calabria, trovò rifugio nelle mura di Rende dove subì un assedio da parte delle truppe aragonesi che gli contendevano il controllo della Calabria settentrionale. Alcuni anni dopo, nel 1437, Rende, come tutta la Calabria, passò sotto il dominio aragonese e fu data in feudo alla Famiglia Adorno di Genova nel 1445. Nel marzo del 1460 il re Ferrante d'Aragona investì della contea di Rende (con Domanico, Mendicino, Carolei e San Fili) il nobile di origine normanna Luca Sanseverino, duca di San Marco Argentano, il quale di lì a poco diverrà anche Principe di Bisignano. Luca mantenne la contea per pochi anni e nel 1466, dopo la morte di Margherita di Poitiers, già marchesa di Crotone, sua suocera, che dimorava nel castello di Rende per averne ricevuto nel 1459 la concessione in castellania da Ferrante I d'Aragona, la contea ritornò agli Adorno dogi di Genova. Nel 1494 Rende chiese ad Alfonso II d'Aragona la conferma dei suoi privilegi e concessione di nuovi, in considerazione dell'aiuto prestato in occasione dei non lontani eventi bellici (la guerra di Otranto nel 1481?). Con l'avvento di Carlo V d'Asburgo avvenne una nuova ribellione di Alfonso Sanseverino, duca di Somma, che si era impadronito di Rende nel 1528, dopo la morte dell'ultimo conte Antoniotto Adorno doge di Genova. A seguito della disfatta e della morte di Odet de Foix visconte di Lautrec e luogotenente del Re di Francia, avvenuta nell'agosto 1528, la contea di Rende venne innalzata a marchesato e concessa nel 1532 a don Fernando de Alarcón, marchese della Valle Siciliana e governatore di Cosenza. La sua unica figlia sposò don Pedro González de Mendoza signore di Fiumefreddo e Longobardi, ed i discendenti assunsero il cognome de Alarcón y Mendoza per succedere nel fidecommesso dei feudi istituito dal primo marchese don Fernando de Alarcón. Nel 1535 don Pedro de Alarcón y Mendoza guidò i rendesi, imbarcatisi a Napoli con il re Carlo V, nella battaglia di Tunisi contro i Mori.
Nel frattempo i Sanseverino non avevano affatto rinunciato al controllo della contea di Rende, perché nel 1543 diedero in moglie a Ferdinando de Alarcón y Mendoza - figlio di don Pedro González de Mendoza - la primogenita di Pietro Antonio Sanseverino principe di Bisignano, Eleonora (Dianora). Una delle clausole matrimoniali prevedeva che Eleonora Sanseverino divenisse la titolare dell'amministrazione del marchesato di Rende. 
Durante questo periodo i rendesi furono al fianco dell'imperatore Filippo II e con Ferdinando de Alarcón nel 1565, sotto il comando di Gian Domenico Migliarese, nella battaglia di Malta contro i Turchi; e poi nel 1571 nella battaglia di Lepanto guidati da Diego de Guiera e da un componente della famiglia Adorno, antichi conti di Rende.
Il dominio su Rende degli Alarcón y Mendoza durò fino al 1806, anno in cui il governo napoleonico decise l'abolizione della feudalità.

### Rende nel decennio francese e nel primo periodo risorgimentale
Nel 1794 anche a Rende presero corpo le idee della Rivoluzione francese. I soprusi, le tasse e le ingiustizie aumentarono l'odio verso il dominio borbonico. Portavoce di questo malumore fu Domenico Vanni che ricevette Gioacchino Murat, Maresciallo dell'Impero con Napoleone, quando questi passò da Cosenza.
Nel 1817 il Castello venne venduto alla famiglia Magdalone, proprietaria anche di numerosi terreni del Marchesato.
Durante il risorgimento, anche i Rendesi si stancarono di Francesi e borbonici e molti di loro diventarono carbonari partecipando ai Moti del 1820-21 e del 1831.

### La proclamazione del Regno d'Italia
Nel 1860 l'entusiasmo per lo sbarco dei Mille a Marsala contagiò anche i Rendesi che diedero vita al "Comitato centrale della Calabria citeriore" per dare appoggio logistico e militare, nonché rifornimenti, a Garibaldi che con le sue truppe si accampò in località Marchesino.
Il 24 agosto del 1860 Rende insorse contro i Borboni e acclamò Vittorio Emanuele II, re d'Italia, pur rimanendo provvisoriamente in carica la stessa autorità comunale.

### Simboli

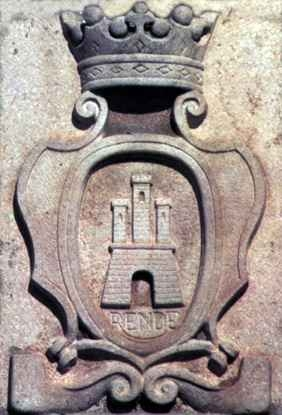
L'antichissimo stemma civico del comune.

#### Stemma del comune
Lo stemma civico raffigura tre delle cinque torri di cui era un tempo munito il Castello medievale. Il complesso fortificato, oltre alle quattro torri angolari, era fornito anche di un'altra torre merlata detta cassero o mastro svettante nella parte più alta e dominante dell'edificio. Nel corso dei terremoti, che funestarono più di una volta la cittadina rendese, una delle torri angolari, quella di nord-ovest, si rovinò e non fu più riedificata.

## Monumenti e luoghi d'interesse

### Architetture religiose
Le chiese presenti sul territorio di Rende in tutto sono 28, divise fra sette parrocchie differenti. Di queste sono due sconsacrate, tre private, solo ventidue aperte regolarmente al culto, alcune di queste temporaneamente chiuse o in stato di restauro.

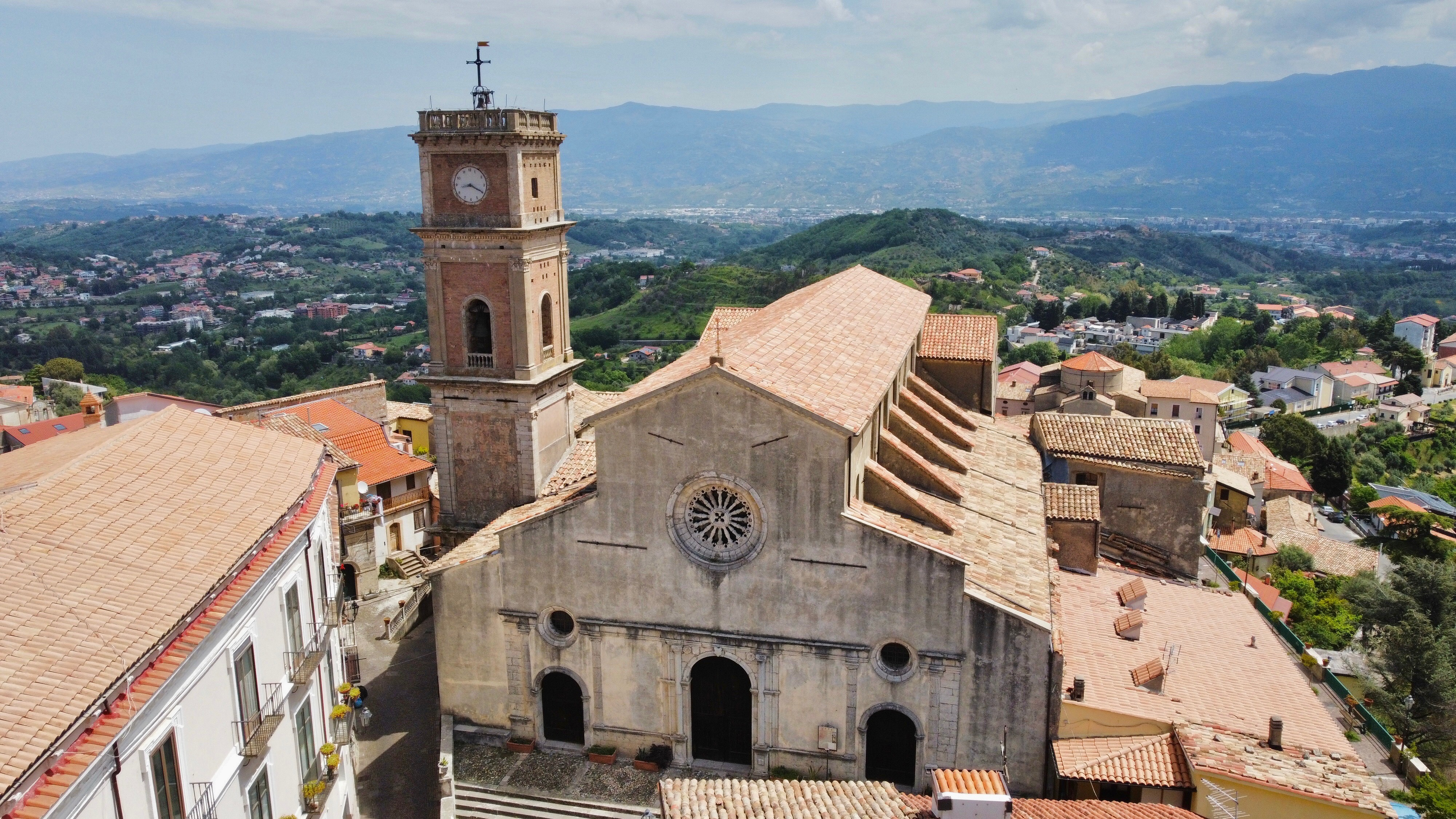
Chiesa di Santa Maria Maggiore fu eretta presumibilmente attorno al XII secolo col titolo di Santa Maria Maggiore o di Santa Maria della Neve, ma a causa di gravi danni causati dagli scuotimenti sismici alla fabbrica nel corso dei secoli, dovette essere ricostruita varie volte e in epoche diverse: segnatamente nel primo '500 e poi ancora tra il 1740 e il 1799. La chiesa, con titolo di parrocchiale, si presenta oggigiorno al termine di un'ampia scalinata sul piano del sagrato, con un'armoniosa facciata a salienti che riproduce in sezione l'interno, nonché ripartita in basso da tre portali in tufo, in concordanza con l'interno a croce latina scandito da tre altre navate, di cui la mediana doppia delle laterali. Nel mezzo della fronte campeggia un bel rosone tufaceo a raggiera con sedici colonnine sagomate. Nell'interno, dodici robusti pilastri quadrangolari, sovrastati da capitelli compositi rivestiti in foglia d'oro zecchino, sorreggono l'ampia volta a botte mediante una serie d'arcate a tutto sesto. Lungo le navate laterali con la volta a cupoletta si susseguono dodici altari minori (sei per parte) con altrettante nicchie corredate di statue o dipinti, tra cui emerge quello del Crocifisso. Sulla chiave di volta si stava l'arme civica costituita dallo scudo araldico sagomato con al centro le tre torri e alla base, inciso nel tufo in tutte le lettere, l'antico toponimo Renda. Dal corpo della struttura si eleva una slanciata torre campanaria innalzata nel '700, ma ricostruita nel 1923 per i danni subiti dal terribile terremoto del 1905. Composta da quattro piani coronato ognuno da una pronunziata corniciatura, ha le pareti esterne in cotto di lineare semplicità delimitate da lesene decorative e sovrastate da capitelli.
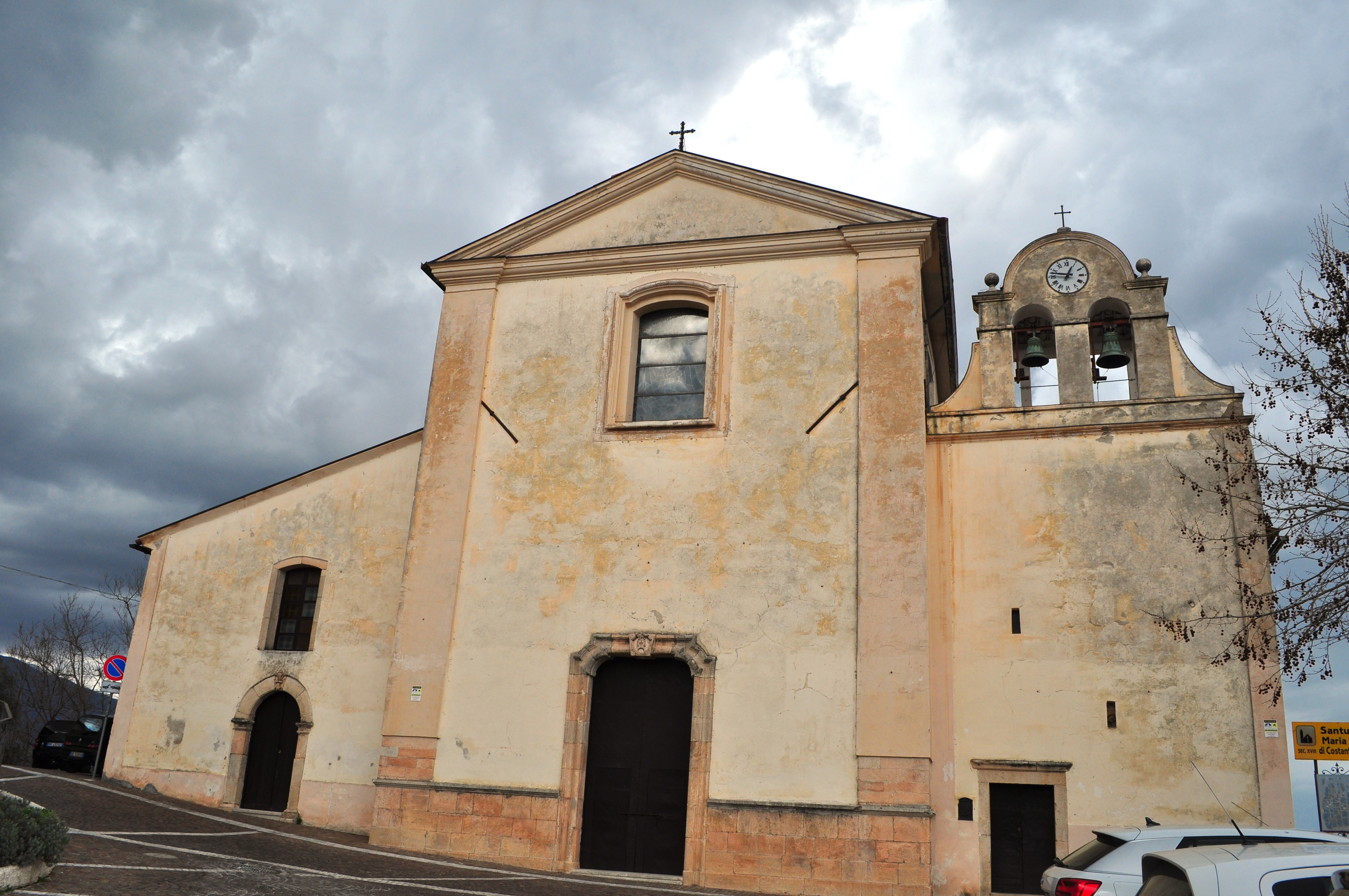
Santuario di Maria Santissima di Costantinopoli, posto nel centro storico di Rende, è stato edificato intorno al 1600, ma come si mostra attualmente risale al 1719. L'esterno ha una facciata a capanna, nella parte superiore è presente un finestrone a vetri colorati raffigurante la Vergine di Costantinopoli con il Bambino. Sul lato destro è la sagrestia, sormontata dal campanile a vela. L'interno è a croce latina, ed è ricco di decorazioni che fanno da corona ad un altare in marmi policromi. All'altezza del transetto la cupola con la Madonna di Costantinopoli in Gloria affrescata a tempera da Achille Capizzano. All'interno del luogo religioso, sulla sinistra, si trova una cappella dedicata a Maria Santissima di Costantinopoli, con la statua della Vergine e un'icona dipinta ad olio su rame, comunemente detta Macchietta. Il 15 maggio 1978, su decreto dell'Arcivescovo di Cosenza, Mons. Enea Selis, la chiesa è stata elevata agli onori di Santuario. I festeggiamenti, ricorrono 40 giorni dopo Pasqua, nello specifico, il martedì successivo alla domenica di pentecoste. Di notevole pregio, sono i dipinti su tela e su tavola presenti nella Chiesa: nella cantoria troviamo ad opera di Cristoforo Santanna l'Allegoria della Madonna di Costantinopoli databile 1777. Il Santuario è provvisto di uno spazio musealizzato dove sono esposti paramenti sacri, utilizzati nei secoli passati per officiare la Santa Messa. Nel museo sono esposti inoltre diversi argenti di notevole pregio come Pissidi, Calici, Croci, Ostensori databili intorno al XVII/XVIII secolo.
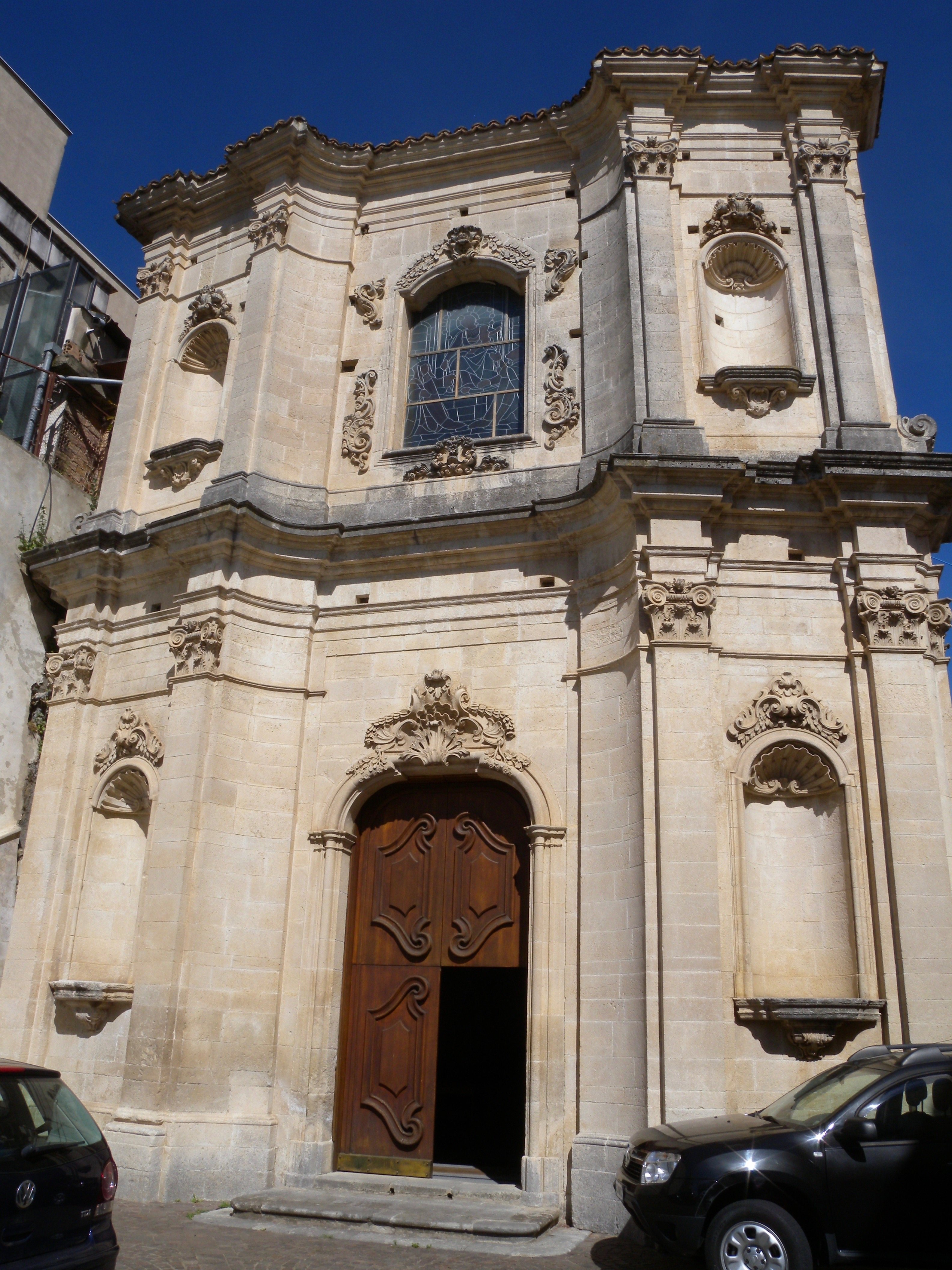
Chiesa del Ritiro, è dedicata a San Michele Arcangelo e risale al periodo normanno. Restaurata più volte, della facciata originale rimane il portale con le due colonne ai lati. La pianta è a croce greca ed in ciascun lato vi sono delle cappelle in stile barocco. Sotto i quattro archi che formano la cupola sono state poste quattro statue che raffigurano la Prudenza, la Fortezza, la Giustizia, la temperanza. Numerosi quadri, alcuni dei quali di Pascaletti e di Santanna, abbelliscono la chiesa. Inoltre all'interno sono conservate anche sculture in legno e marmo, una di queste è la statua lignea di San Giacomo qui portata dalla chiesa dell'Assunta quando questa fu distrutta da un terremoto.
- Chiesa di Maria Santissima del Rosario, immediatamente sotto il castello, sull'antica piazza del Seggio, si erge la chiesa settecentesca di stile barocco del Rosario. Sulla facciata, interamente in pietra tagliata, risaltano quattro nicchie a conchiglia e gradevoli decorazioni che la rendono una delle chiese più belle del territorio. All'interno sono custoditi oggetti di grande valore, molti dei quali presenti nell'Inventario degli oggetti d'arte in Italia. Da ammirare durante le festività natalizie il presepe con statuette del 1700.
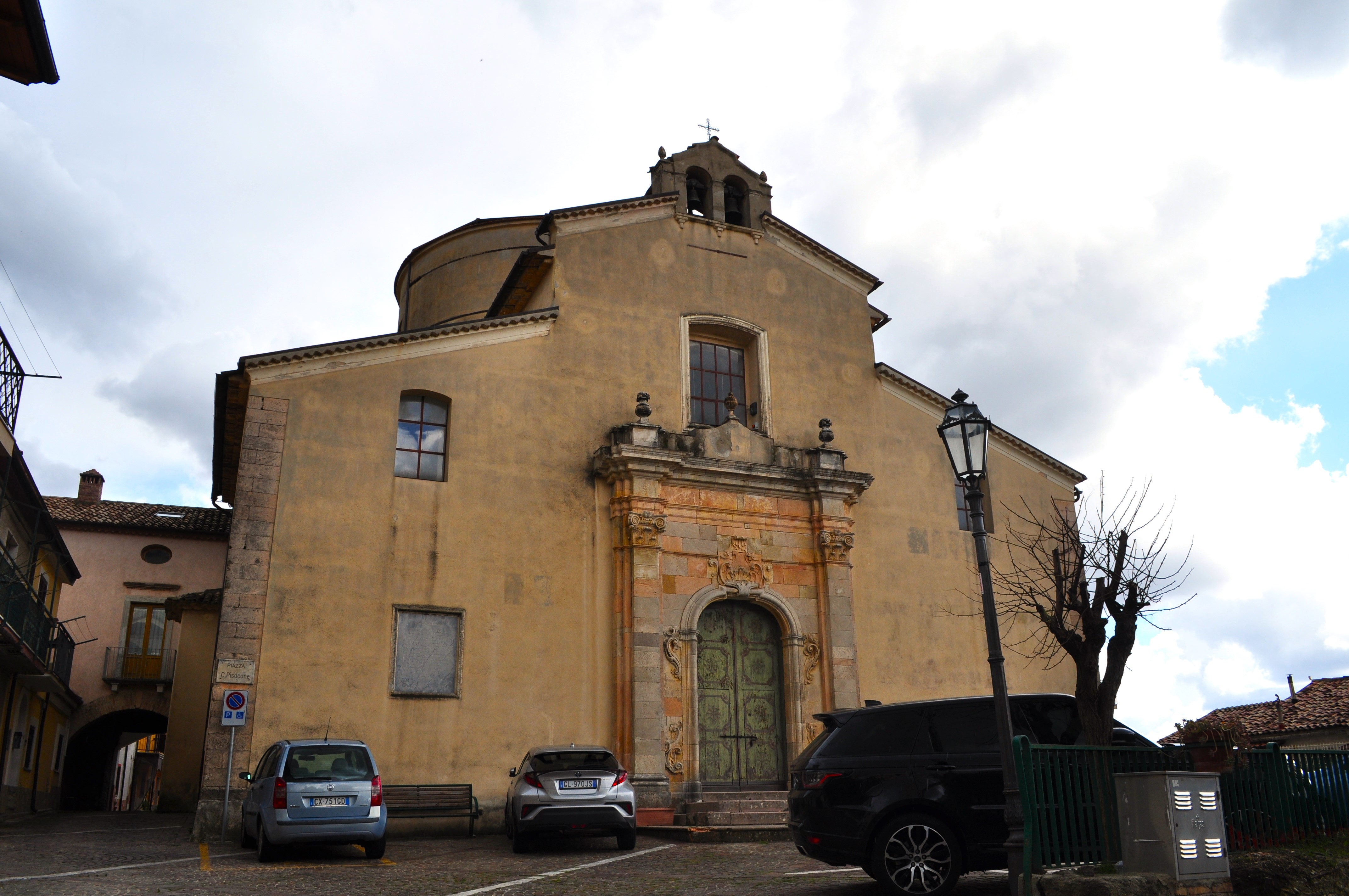
Chiesa di San Francesco d'Assisi e di Santa Maria delle Grazie, la chiesa fu costruita nel Cinquecento ma, in seguito ai numerosi terremoti che sconvolsero la Calabria, subì ingenti danni. Più volte ricostruita, fu completamente restaurata nel 1783. La facciata presenta un portale con arco a tutto sesto in pietra calcarea sul quale poggia una piccola edicola con una statuetta della Madonna. Poco più in alto c'è un rosone rettangolare. L'interno è a unica navata. Sull'altare, inserito in un complesso murario ornato da stucchi, è stato sistemato l'olio su tela "Immacolata tra due angeli" (attribuito a Francesco De Mura, XVIII secolo). Lungo la navata si susseguono altari incorniciati da archi lavorati che conservano dipinti e sculture. Tra questi, oltre alle statue di S. Antonio da Padova e della Madonna delle Grazie con il Bambino, gli oli su tela "Madonna col Bambino tra San Vincenzo e San Pietro d'Alcantara" (XVIII secolo), "Apparizione di San Michele Arcangelo a San Francesco di Paola e a San Gennaro (XVIII secolo) e "La pietà" (di Cristoforo Santanna, XVIII secolo). Sul soffitto spicca l'opera "Apoteosi dell'Immacolata", olio su tela attribuito a Cristoforo Santanna (1797). Nel presbiterio sono custoditi altri due oli su tela: '"Apparizione del Bambino Gesù a San Francesco d'Assisi e Sant'Antonio da Padova" (XVII secolo) "Madonna del Bambino tra San Luca e un Vescovo" (XVIII secolo). Da ammirare anche una serie di quattordici quadretti dipinti da Cristoforo Santanna raffiguranti le stazioni della Via Crucis e un tondo a fondo dorato con l'immagine della Vergine con il Bambino (olio su tavola) attribuibile all'artista cinquecentesco Dirck Hendricksz (detto Teodoro d'Errico il Fiammingo). Nella chiesa, infine, sono custoditi un'acquasantiera in marmo verde (XVII secolo) e sette busti porta-reliquie in legno dorato (XVII secolo).
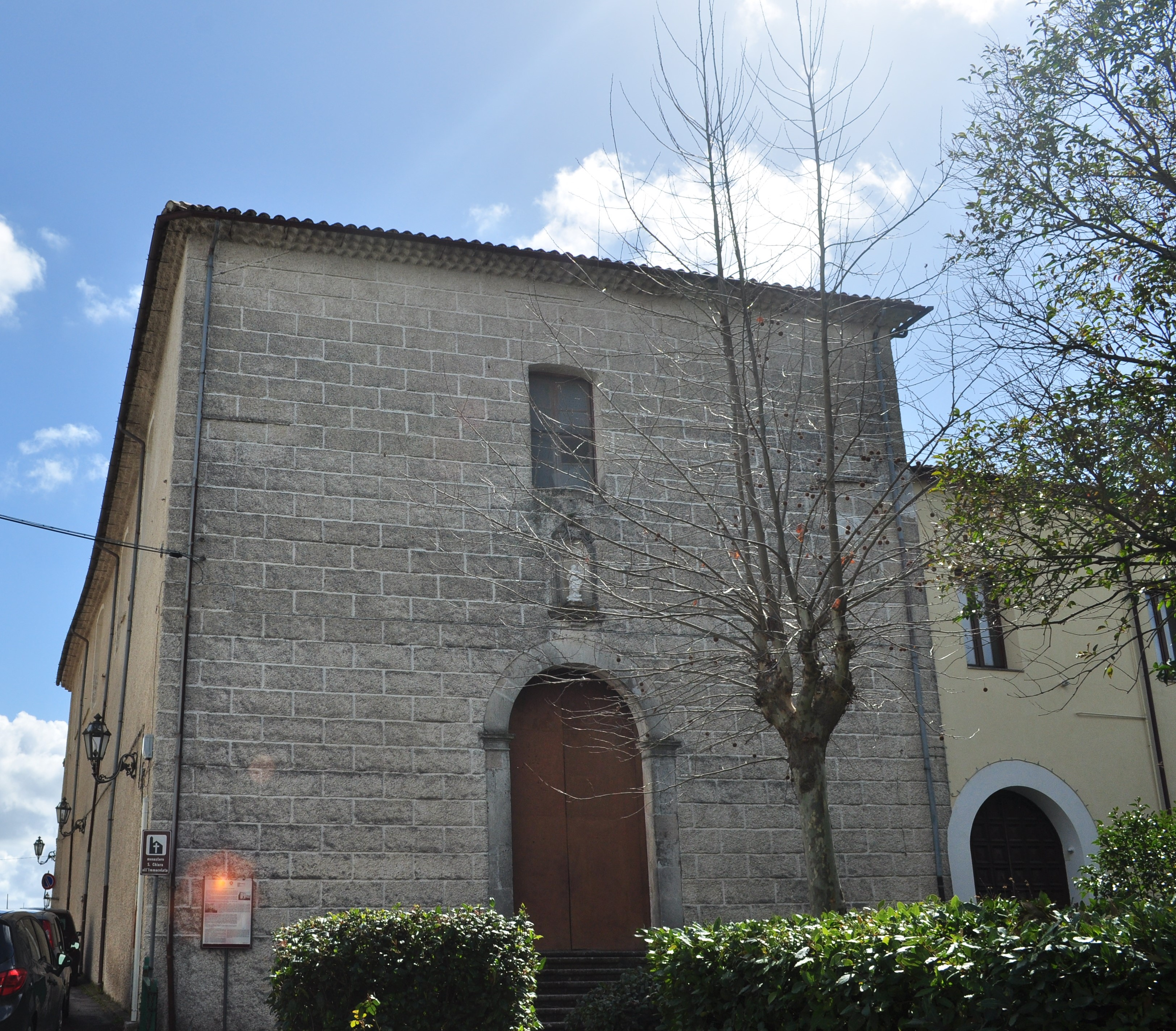
Chiesa di Santa Maria Assunta, più volte rasa al suolo dai terremoti, prima era intestata alla Madonna di Loreto (denominazione corrotta dal popolo in “Madonna d’u Ritu”). L’attuale edificio dell’Assunta fu edificato tra il 1858 ed il 1876. Sorge sul medesimo luogo dove sorgeva una chiesa dedicata a Santa Sofia, il cui culto è di chiara origine bizantina. La facciata, con la quale il sacro edificio si mostra alla vista, è sobria ma decorosa. Costruita in pietra di fiume e mattoni cotti al sole, la chiesetta ha l’ingresso costituito da un portale con una semplice modanatura perimetrale e da una lunetta con una formella in ceramica che riproduce una Madonna benedicente ed alcuni angeli, che rompe l’uniformità della massa muraria. Della vecchia chiesa sono rimaste due colonne, che ancor oggi sono i pilastri della nuova, ed un bassorilievo marmoreo che rappresenta il miracolo di San Giacomo in Santo Domingo de la Calzada. All’interno, il soffitto in legno spicca nella semplicità delle decorazioni; il presbiterio è diviso da un’arcata e comprende l’altare in pietra sovrastato dalla statua della Titolare. Di notevole fattura anche un quadro a tempera di Donato Magli raffigurante Santa Maria Assunta in Cielo. Durante i festeggiamenti di ferragosto ancora oggi si effettuano antichi giochi, come la corsa dei sacchi, la rottura delle pignatte attaccate ad una corda sospesa in aria e molti altri.
- Chiesa di San Giovanni Battista, nel centro storico, datata 1790 è stata da pochi anni restaurata: presenta un'unica navata semplice e di piccole dimensioni decorata da alcuni quadri sulle pareti; il presbiterio a pianta quadrata presenta un altare in marmi policromi e una tela rappresentante il Battista. La Chiesa custodisce anche le statue di sant'Ippolito e santa Lucia.
- Ex Chiesa dell'Annunziata: a pochi passi dalla chiesa di sant'Antonio e dal castello, sorge un piccolo edificio di stile moderno incompleto oggi inutilizzato, sorto sui resti dell'antica chiesa dell'Annunziata, gravemente danneggiata e demolita dopo il terremoto[20] del 1980. Le origini della chiesa sono perlopiù ignote e confuse, ma per certo si sa che la chiesa ospitava un'omonima confraternita nel XVII secolo. Alcuni arredi ed elementi architettonici sono stati spostati nelle altre chiese del centro storico.
- Chiesa di Sant'Antonio abate, piccola chiesetta situata non lontano dal castello. Durante i festeggiamenti è usanza distribuire ai fedeli piccoli pezzetti di pane azimo (pane di Sant'Antonio) chiamato “chucchjiddru”; la sera dello stesso giorno, nella piazzetta antistante l'edificio, viene acceso un falò con vecchi mobili e legna presa per l'occasione.
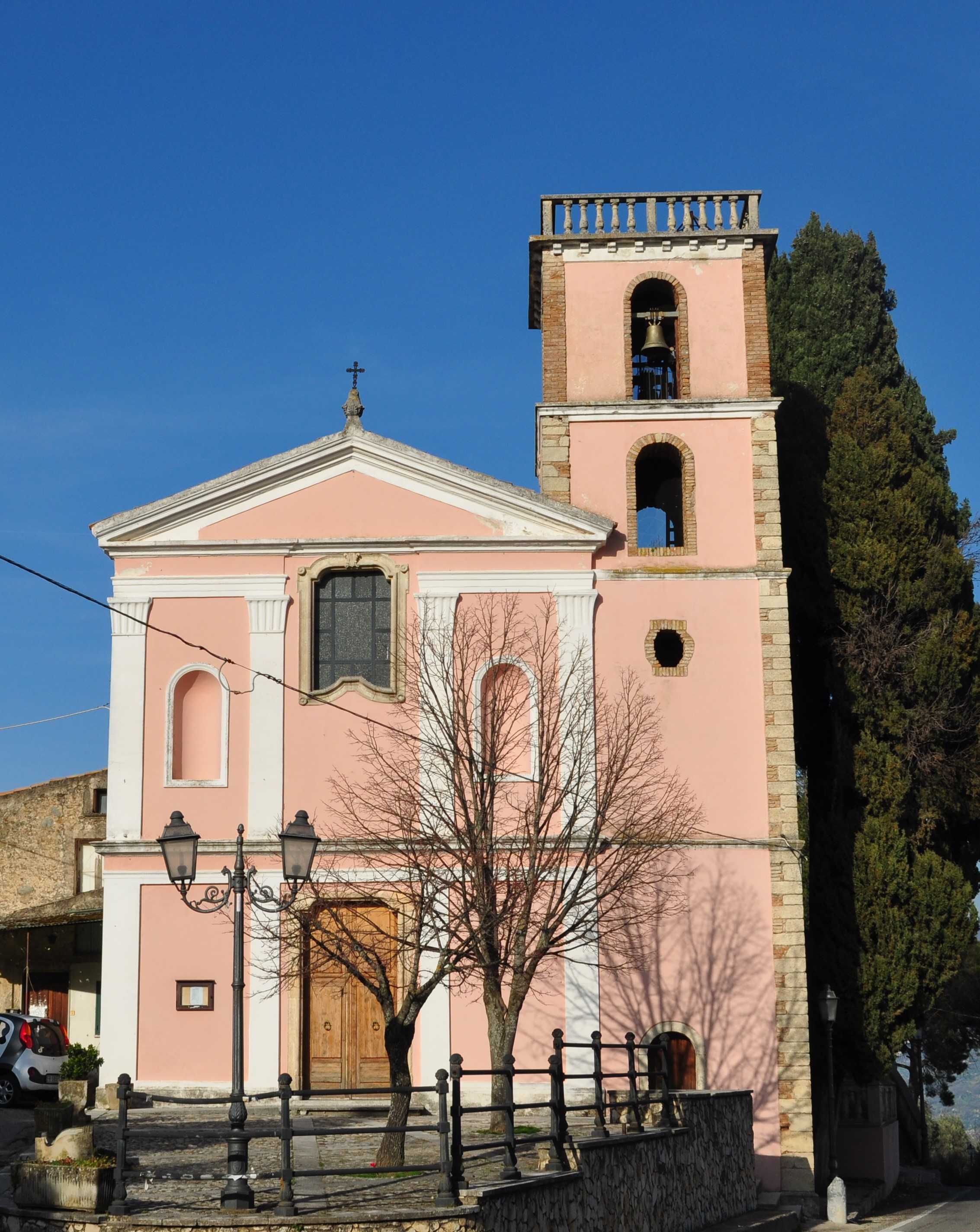
Chiesa di Santa Maria della Neve, il piccolo edificio presenta una semplice facciata con portale in pietra liscia e finestrella circolare. In alto due nicchie con campana. All'interno, sull'altare in arenaria intagliato (1616), spicca una tela raffigurante Maria SS. della Neve (di Andrea Carino, 1703). Il culto per questa Madonna si deve a una miracolosa nevicata in pieno agosto e alla contemporanea apparizione della Vergine a papa Liberio (352-366).
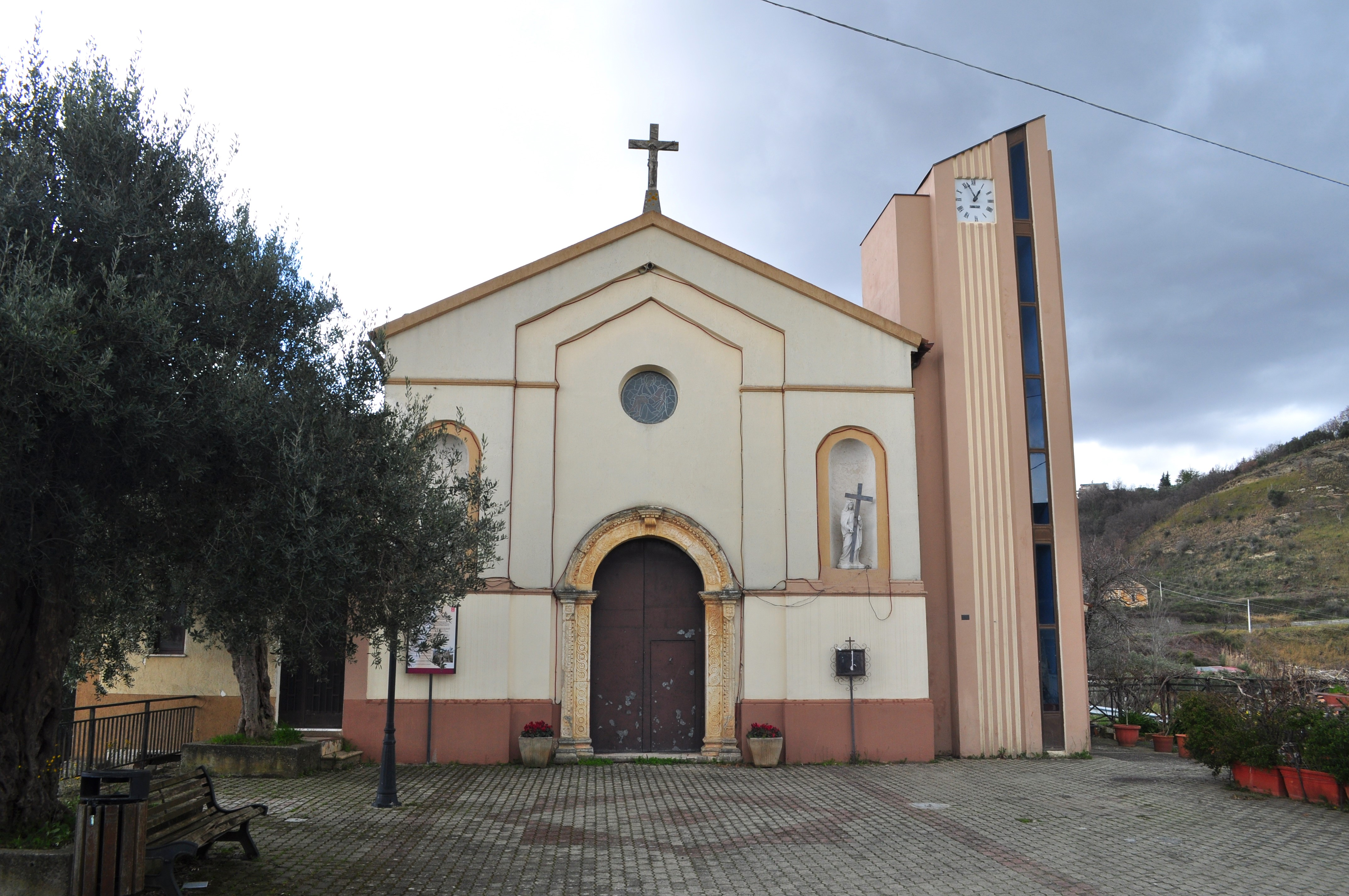
Chiesa della Santissima Vergine della Pietà:[21] È una delle chiese più antiche (un frammento all'interno indica l'anno 1117) e anche una delle più riedificate negli anni. Sorge a Nogiano nei pressi della cosiddetta “guardiola”, importante posto di guardia all’epoca dei Saraceni, considerato anche il primitivo luogo d’insediamento degli antichi abitanti di Rende. La facciata ad intonaco della chiesetta è abbellita da un portale in tufo intagliato con motivi geometrici a rilievo profilati da un’ampia dentellatura perimetrale. Al centro del prospetto è posto un oculo circolare mentre sulle estremità laterali si trovano due nicchie ognuna delle quali contiene una statua di santo. L’interno ha un soffitto decorato ed è organizzato in un solo vasto ambiente a sviluppo longitudinale. Sulla parete posta dietro la mensa eucaristica risalta un dipinto ad olio su tela settecentesco di autore sconosciuto su cui è raffigurata una Madonna della Pietà. Nella navata, su un altarino sulla sinistra, è custodita in una nicchia una statua processionale di fattura artigianale della suddetta Madonna. All'esterno, a seguito del terremoto del 1980 è stato edificato un campanile di moderna concezione.
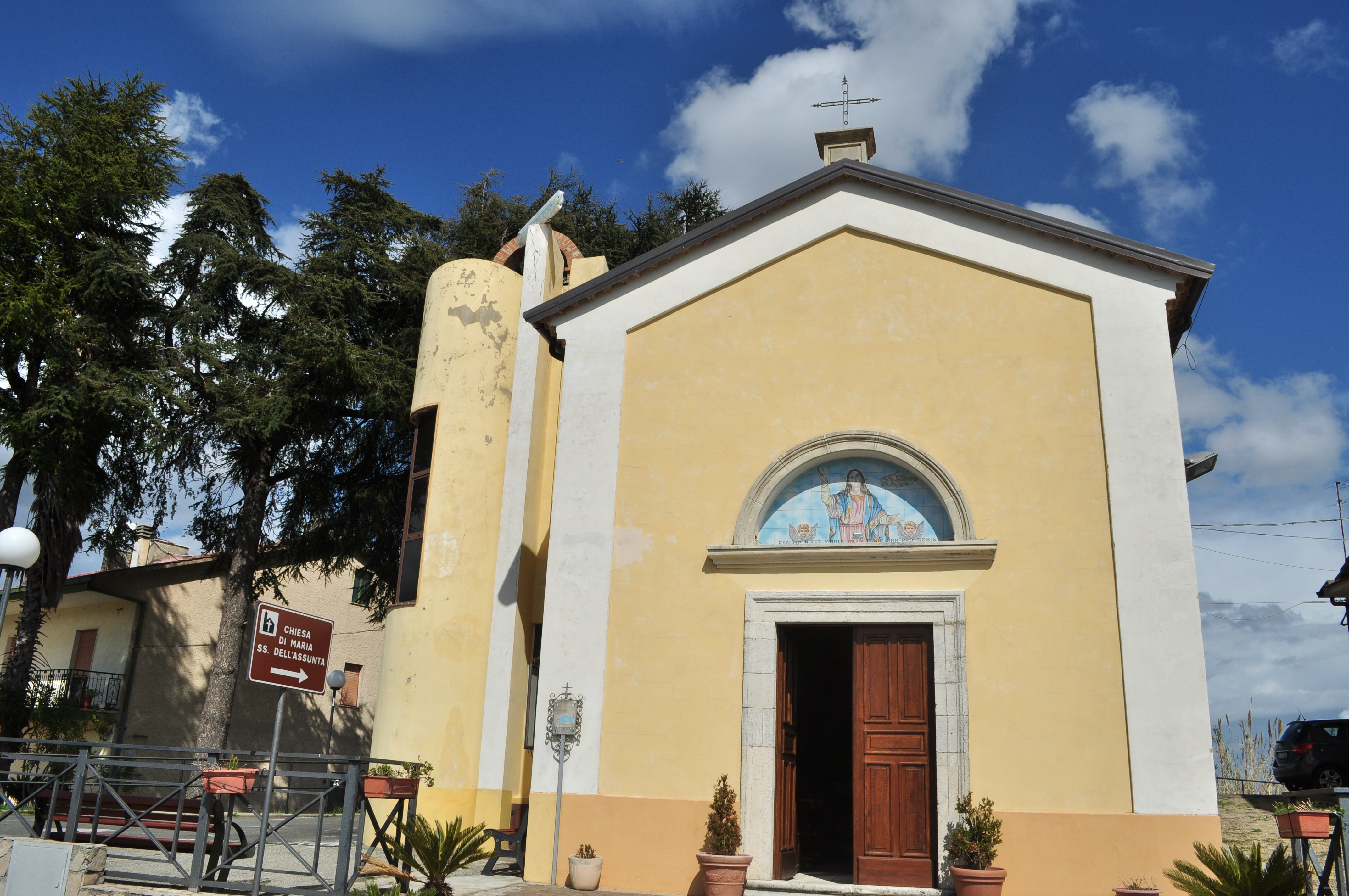
Chiesa di Santa Maria della Consolazione, parrocchiale, sorge in Arcavacata centro storico. È stata edificata nel '700 a seguito di una guarigione miracolosa di uno zoppo e di un cieco, fu ampliata per opera della famiglia Magdalone e conclusa nel 1892. L'edificio si mostra alla vista col garbo decorativo delle maestranze locali nel bel prospetto delimitato da lesene sovrastate da originali capitelli, da nicchie, da ricche cornici e dal timpano di coronamento; mentre sulla destra vi è una robusta torre campanaria quadrangolare costituita da tre piani coronati nella parte alta da un terrazzino cinto da un'elegante balaustra. L'interno di gusto barocco tardo-meridionale è costituito da una sola, ampia navata delimitata da piatte lesene incassate nei muri e capitelli, quali racchiudono nello spazio libero alcune tele di carattere sacro. Numerose statue, tra cui quella della Madonna della Consolazione, da cui prende il nome l'edificio, sono custodite entro stipi settecenteschi appoggiati alle pareti della navata. La festa titolare è il lunedì dell'Angelo.
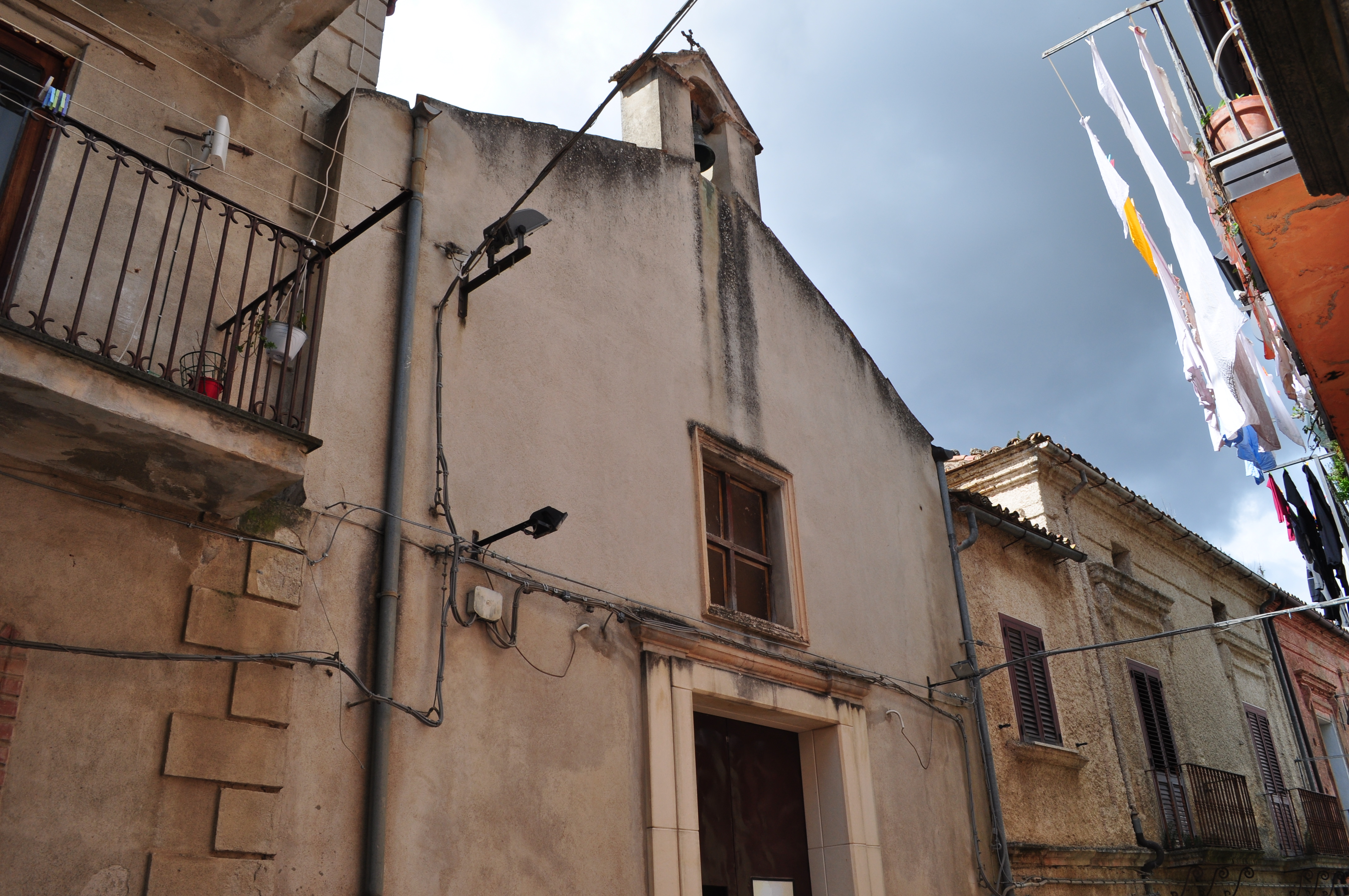
Chiesa di San Paolo Apostolo, la chiesa di titolo parrocchiale, sorge in un edificio che in passato era un grande panificio denominato PAB (Panificio Automatico Bruzio). Nel 1973 Papa Paolo VI decise di fornire un’assistenza spirituale ai giovani studenti dell'Università della Calabria tramite i Padri Dehoniani. La parrocchia è ubicata vicino al Campus universitario di Arcavacata in Contrada San Gennaro al confine fra Arcavacata e Quattromiglia. L'interno della chiesa è alquanto austero, di forma rettangolare, manca di elementi decorativi, a parte la grande croce in legno dietro l'altare e le 14 raffigurazioni della passione di Cristo. All'esterno dell'edificio svetta una croce a forma di tàu, con uno spazio vuoto a forma di cuore all'estremità superiore, che simboleggia il Sacro Cuore di Gesù. La parrocchia, soprattutto grazie alla presenza dei Dehoniani, conta un gran numero di fedeli provenienti da tutto l’hinterland.
- Cappella Universitaria, la cappella è ospitata in un’aula del palazzo del Rettorato sul ponte Pietro Bucci dell’Università della Calabria. Questo piccolo luogo di culto, supporto spirituale per gli studenti e il personale dell’Unical, afferisce alla parrocchia di San Paolo Apostolo.
- Chiesa di Santa Maria Della Consolazione a Santo Stefano è l'antica Cappella della famiglia Magdalone, le cui origini sono incerte. Al suo interno riposano le spoglie mortali di alcuni dei suoi esponenti[22]. All'esterno è presente un piccolo cortile recintato da un elegante muretto in mattoni e ringhiere di ferro. L’interno della chiesa, di stile ottocentesco, è molto semplice: il presbiterio a pianta circolare è decorato da capitelli barocchi e al centro sorge l’altare sul quale è posta la “Madonna della Consolazione”, olio su tela di Giovanni Greco (1929). La Cupola, all’interno affrescata da stucchi barocchi, all’esterno è composta da dodici file di coppi di terracotta. La chiesa, anticamente unico luogo di culto della zona, viene riaperta in poche occasioni. La festa titolare è l’ultima domenica di Agosto, anticamente anche fiera del bestiame.
- Chiesa di San Rocco, piccola chiesa, in contrada Rocchi di Arcavacata[23]. Prima dell'ingresso è posto un piccolo atrio coperto che è più recente rispetto al resto dell'edificio, l'interno è molto semplice con alcune tele e due piccole statue. La chiesa fa parte della Parrocchia universitaria di San Paolo Apostolo retta dai Dehoniani. Per molto tempo fu attivo nei pressi di questa chiesa, il monastero dei santi Pietro e Paolo e qui sorgeva la chiesa più antica di Rende, dedicata all’apostolo Pietro.
- Chiesa di Santa Maria di Monserrato: vicino all'attuale edificio sorgeva fino a pochi anni fa una antica chiesetta di proprietà della famiglia Magdalone, dismessa all’inizio degli anni 60, dedicata prima a Santa Maria dell'Olmo e poi alla Madonna di Montserrat, della quale oggi resta un solo muro a seguito della sua totale demolizione dopo mezzo secolo di abbandono e rovina. L'edificio sacro fu eretto una prima volta nel 1950, ma a causa dei danni riportati nel corso del sisma del 1980, fu nello stesso periodo ristrutturato, con l'aggiunta di una slanciata torre campanaria di stile moderno. Nel 2021, in seguito ai lavori di rimodernamento degli interni, la chiesa ha riaperto le porte ai fedeli dopo alcuni anni. La facciata della nuova chiesa è preceduta da un ampio porticato sorretto da quattro pilastri a sezione quadrangolare; l'interno è ad un unico corpo a svolgimento longitudinale, costituito da lesene e balaustre moderne e da un rivestimento in gradevoli mattoncini. Nella chiesa sono custodite alcune statue processionali e delle tele con immagini sacre.[24]
- Chiesa di San Carlo Borromeo,[25] parrocchiale, è integrata nel Parco Rossini e la pianta è di forma circolare. Le grandi dimensioni della struttura rendono visibile, anche da molto lontano, la particolare cupola semisferica, che raggiunge i 30 metri d'altezza. La struttura geometrica si concretizza in un effetto visivo di grande suggestione. L'ingresso aperto sulla facciata è provvisto di un portale superiore. All'interno sono poste 21 colonne e nell'aula possono trovare spazio oltre 500 persone con ampia libertà di movimento. Di notevole fattura le immagini del percorso di Gesù. La cupola della chiesa insieme al municipio sono diventati l'emblema della parte nuova della città.
- Chiesa Santuario della Beata Vergine di Lourdes: questa chiesa parrocchiale sorge in prossimità del parco Robinson. Interamente realizzata in cemento armato, con l'utilizzo di particolari pannelli prefabbricati, garantisce un ottimo isolamento termico ed acustico. L'interno della chiesa è illuminato da una grande vetrata istoriata posta dietro l'altare.
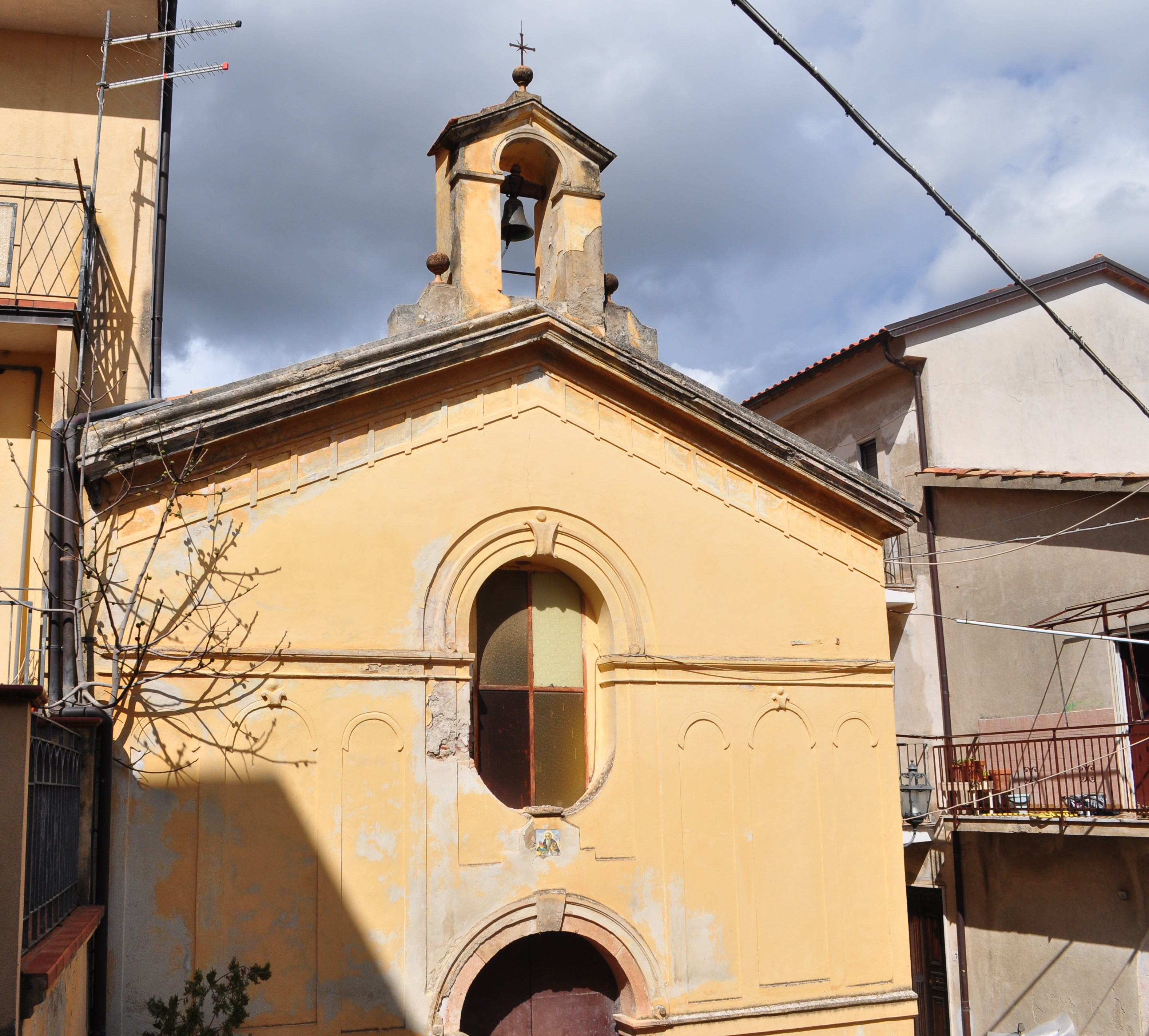
Chiesa di Sant'Antonio da Padova si trova a Commenda ed ha titolo di chiesa parrocchiale[26]. Elevata tra il 1979 e il 1985 su disegno dell'architetto Raffaele Filippelli, si raccorda perfettamente con l'ambiente naturale e la scenografica fuga dei palazzi circostanti. L'uso di materiali come cemento e ferro conferiscono alla struttura una notevole eleganza formale, come si evince dall'armoniosa geometria delle membrature che confluiscono verso la cuspide la quale corona la fabbrica con la lanterna vetrata e la croce commessa in cima. La torre campanaria è incorporata alla chiesa e svetta con la sua forma slanciata per favorire la propagazione del suono delle campane a distanza notevole. L'interno riceve in abbondanza la luce proveniente dai ventiquattro finestroni, dalle fessure verticali poste dietro l'altare, che crearono con le proprie lame di luce effetti suggestivi. L'ampia struttura architettonica incorpora anche il convento dei Frati Minori con le celle dei religiosi e gli spazi comuni (biblioteca, refettorio). La festa del patrono è il 13 giugno.
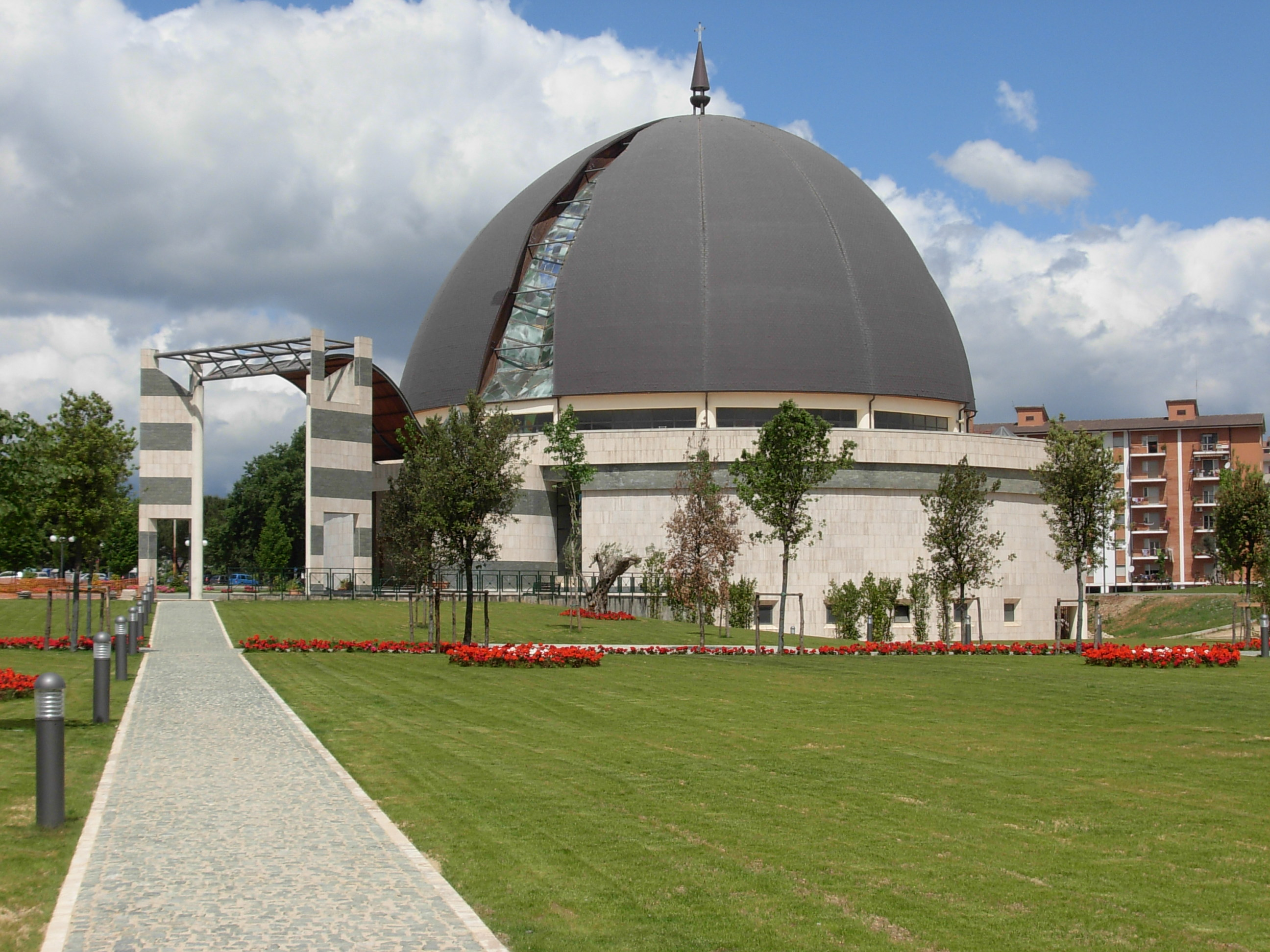
Chiesa di San Carlo Borromeo, Quattromiglia (c.da Tocci).
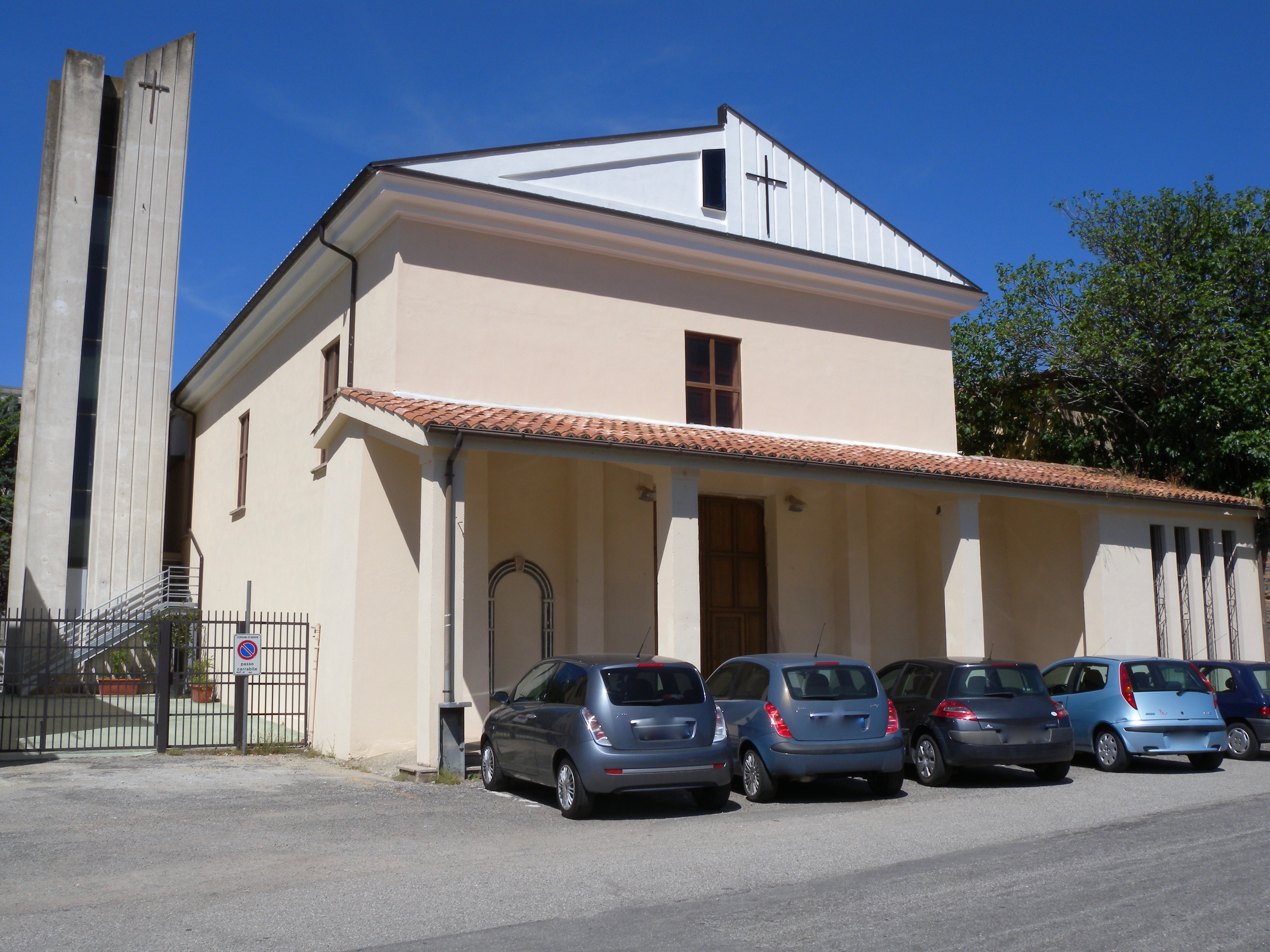
Chiesa di San Giovanni Battista, a Commenda[26]: il terreno su cui sorge questa chiesa apparteneva al Supremo Ordine Militare di Malta. L'antica chiesetta fu fondata nel XVII secolo dall'abate commendatario Giuseppe d'Aquino. Nel corso degli anni fu più volte rimaneggiata. Oggi la facciata è divisa da lesene piatte con capitelli e decorazioni che racchiudono due nicchie vuote. Il portale è in pietra e senza motivi ornamentali. All'interno, a unica navata, si possono ammirare il soffitto decorato, due statue processionali vicino all'altare dell'Addolorata e San Giovanni e alcuni quadri con soggetto sacro.
- Chiesa di San Francesco da Paola, in località Surdo[27]: già cappella privata della famiglia Zagarese[28], il sacro luogo fu varie volte ripreso, nel 1973 quando venne ampliato per far fronte all'accresciuto numero di fedeli, e nel 1980 dopo il tremendo terremoto. La facciata è divisa in fasce rettangolari ad intonaco, il portale in tufo è profilato da una sobria cornice, la parte superiore è coronata da un timpano triangolare, il quale regge la campana entro un semplice campanile a vela. L'ambiente interno è molto semplice: il presbiterio è diviso dalla navata da un possente arco e l'altare posto sul fondo è in muratura. All'interno della chiesa sono custodite la statua di San Francesco da Paola e un bel quadro della Madonna del Rosario, posto sull'altare. La Festa patronale è l'ultima domenica di giugno.
- Chiesa della SS. Trinità, sede parrocchiale di recente realizzazione[29], sorge sul lato sinistro del fiume Surdo, in contrada Linze. La facciata rettangolare è caratterizzata da due grandi archi in calcestruzzo faccia-vista che incrociandosi individuano simbolicamente l'ingresso principale. La chiesa, completamente rivestita in mattoni faccia-vista tipici del luogo (Rende ospitava proprio in località Surdo alcuni mattonifici), presenta all'interno un'unica ampia navata con struttura a semicerchio. Il portone d'entrata si affaccia su una scalinata semicircolare che si estende sull'ampia piazza antistante dedicata a monsignor Dino Trabalzini.
- Chiesa di Gesù Misericordioso, sorge a Santo Stefano, vicino all’area che un tempo ospitava la Fiera di Arcavacata. Edificata dai Padri Dehoniani, completata nel 2000 e dedicata nel 2007. Sotto l'altare conserva le reliquie di Santa Faustina Kowalska e presenta un’ampia aula liturgica, priva di particolari elementi architettonici. Tra le statue presenti vi è quella della Madonna della Consolazione, proveniente dalla chiesetta antica e concessa dalla famiglia Magdalone per l’esposizione alla comunità. La facciata, semplice è sormontata da una guglia con una croce. Al piano inferiore si trova anche l’oratorio parrocchiale.
- Chiesa di San Francesco da Paola, il piccolo edificio[30], di proprietà della Famiglia Basile, si trova in un castagneto di contrada Sant’lanni. È di origine incerta e nel corso degli anni è stato più volte ristrutturato. Oggi la facciata, molto sobria, presenta un semplice portale affiancato da lesene appena accennate. Nella parte superiore è poi visibile un piccolo campanile a vela e a destra nel 1993 è stato edificato un piccolo campanile. All'interno, ad unica navata, rimane l'altare in legno sormontato da una tela raffigurante il Santo affiancata da due statue di santi. Una di queste, in legno scolpito, raffigura San Francesco d'Assisi. Nella chiesa, inoltre, è custodita una preziosa reliquia: una spina della corona imposta dai soldati mercenari a Cristo dopo la flagellazione. La chiesa fu edificata per ricordare che San Francesco era solito fermarsi in questi luoghi durante i suoi viaggi da Paola a Paterno e Spezzano della Sila. Un tempo si organizzava una festa votiva nel mese di Luglio.
- Chiesa di Sant'Agostino, sorge nell'omonima frazione, si sviluppa su un crinale immerso nel verde nei pressi di quello che un tempo fu un antico convento dei padri Agostiniani soppresso durante l'occupazione francese a Rende. Cappella gentilizia della famiglia Spada, la chiesa è molto espressiva nella sua semplicità: l'ingresso è coperto da una piccola tettoia a tegole, sovrastata da un oculo circolare e dal campanile a vela posto sopra il frontone. All'interno, è presente un piccolo altare decorato, in muratura sovrastato dall'immagine del Santo in un dipinto in olio su tela, e dai lati due dipinti sacri unici nell'interno privo di decorazioni.
- Chiesa di Santa Chiara, il piccolo edificio, sorge vicino al moderno parco acquatico. È una piccola chiesetta decorata da alcune tele e statue votive, di fattura semplice. La chiesa è sorta nel 2006 ed è stata ricavata da un vecchio edificio attiguo a un campetto da calcio. La sua nascita è dovuta alla devozione dei fedeli del quartiere che nei primi anni del 2000 hanno iniziato a organizzare una festa in onore alla Santa di Assisi. All'interno un modesto altare è sovrastato da una tela raffigurante la Santa di Assisi e conserva altri arredi di carattere votivo.
- Chiesa di Santa Venere, edificata da privati negli anni '90, sorge in contrada Vennarello a Santo Stefano nei pressi di una delle più antiche chiese di Rende di cui oggi restano pochi ruderi: questa era stata costruita su un antico tempio dedicato a Venere.
- Chiesa di San Biagio, la cappella gentilizia della famiglia Campagna, sorgeva in contrada San Biase a Santo Stefano. È stata sconsacrata negli anni 80 ed oggi è in stato di abbandono.[31] Presenta ancora oggi la facciata con un portale a sesto acuto e un’elegante scalinata.
- Cappella di San Pio: una piccola cappella votiva del quartiere popolare di Dattoli. Ricavata dai locali di uno dei palazzi, all’interno è semplice e custodisce la statua di San Pio da Pietrelcina, alcune cornici votive e un altare in bronzo proveniente dalla Chiesa di Santa Maria della Consolazione.
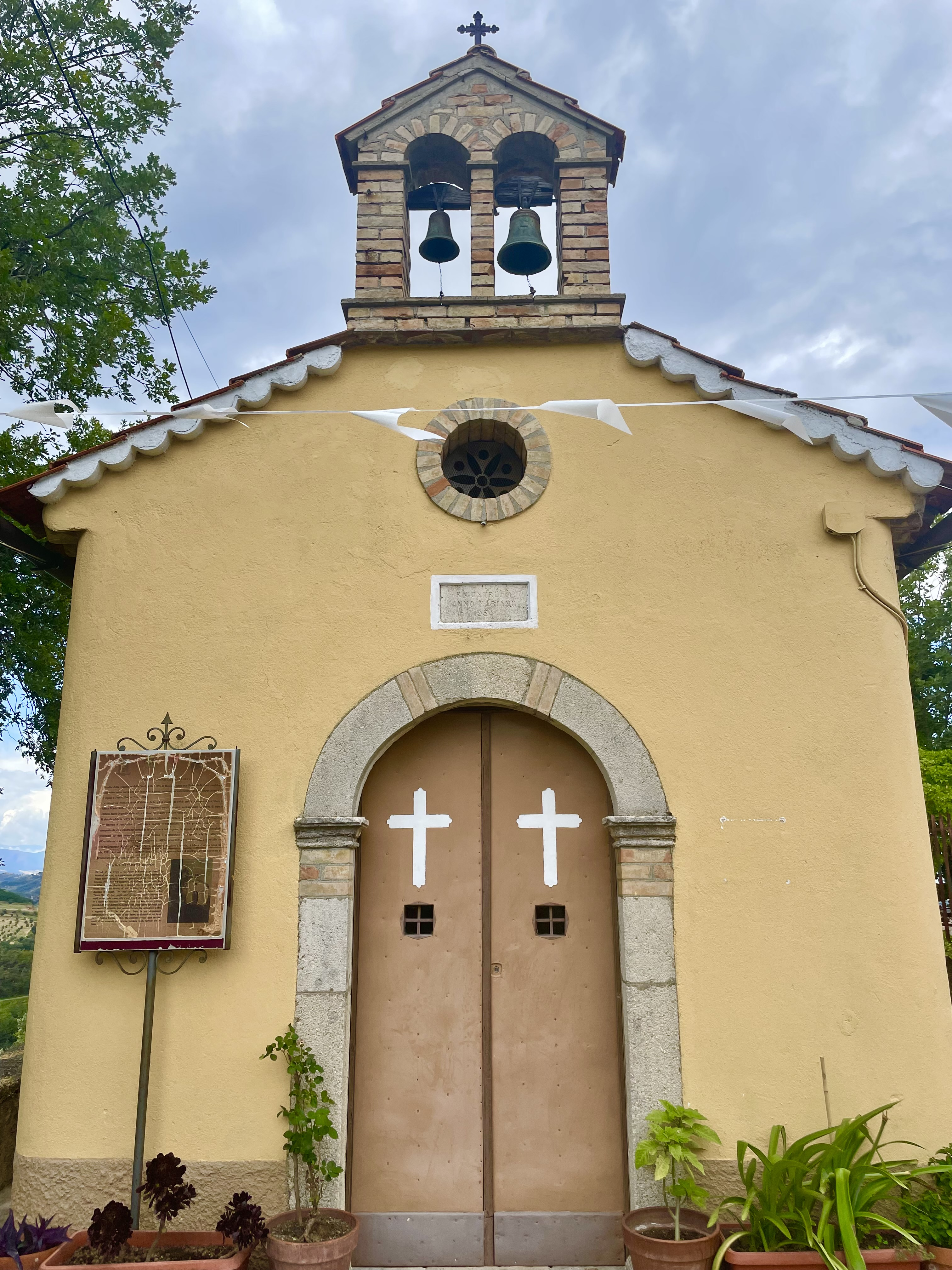
Chiesa Evangelica Siloe: sorge lungo il parco fluviale di Quattromiglia e raccoglie la comunità evangelica Rendese.   - Chiesa Madre di Santa Maria Maggiore (o Santa Maria delle Nevi). Chiesa Matrice di Rende.
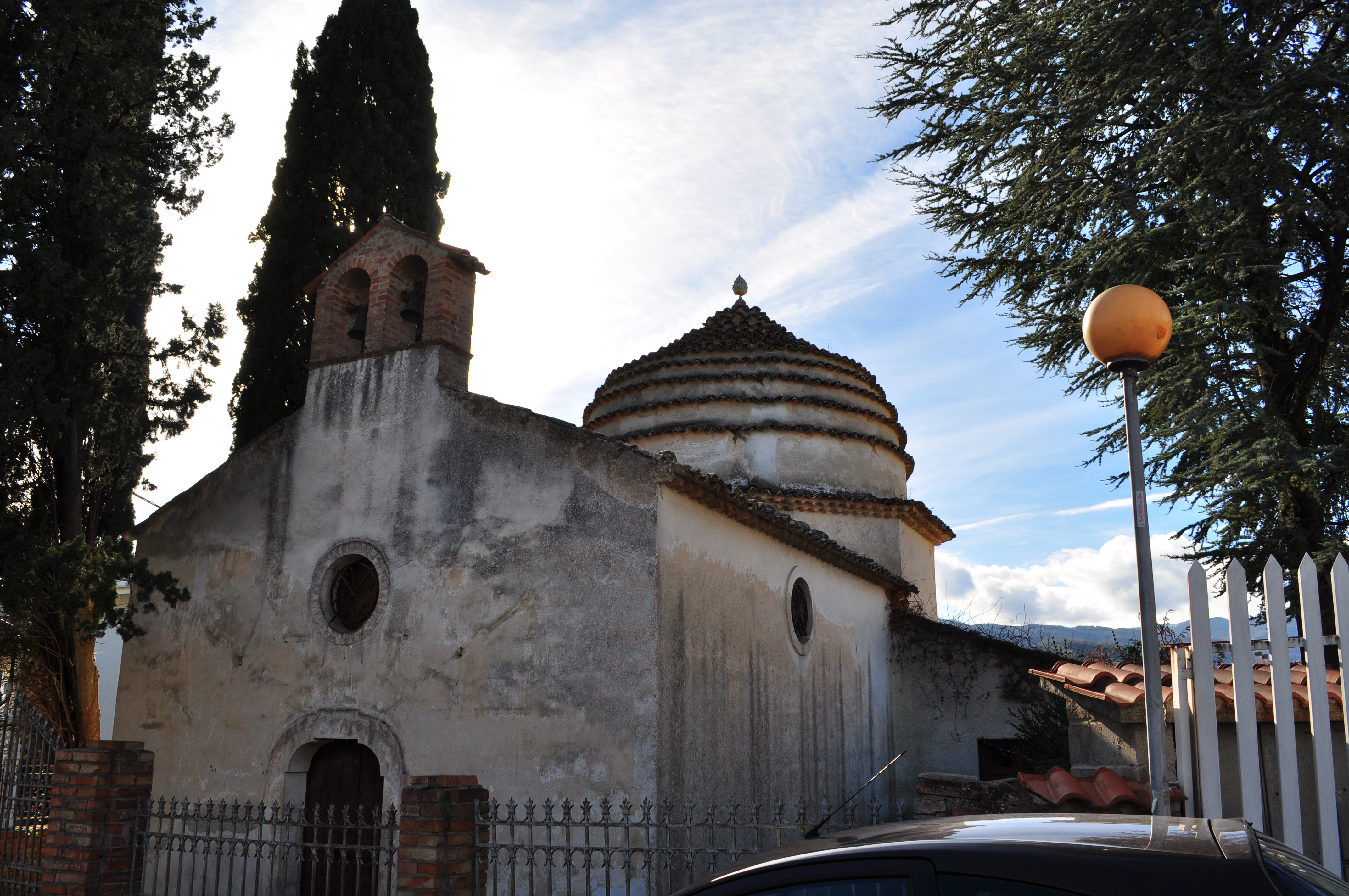
Chiesa di Santa Maria della Consolazione, Santo Stefano.
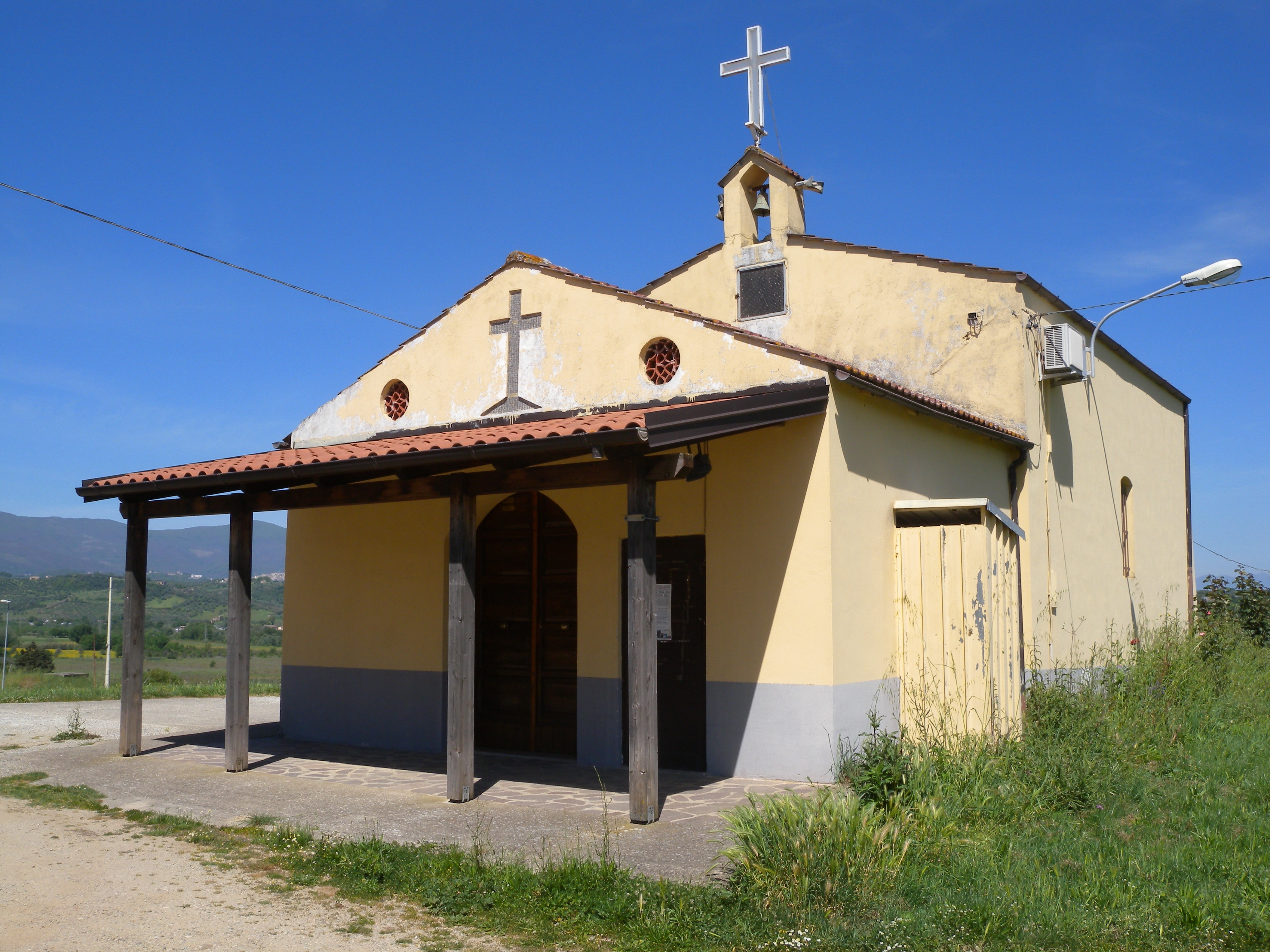
Chiesa di San Rocco di Montpellier, Arcavacata (C.da Rocchi).
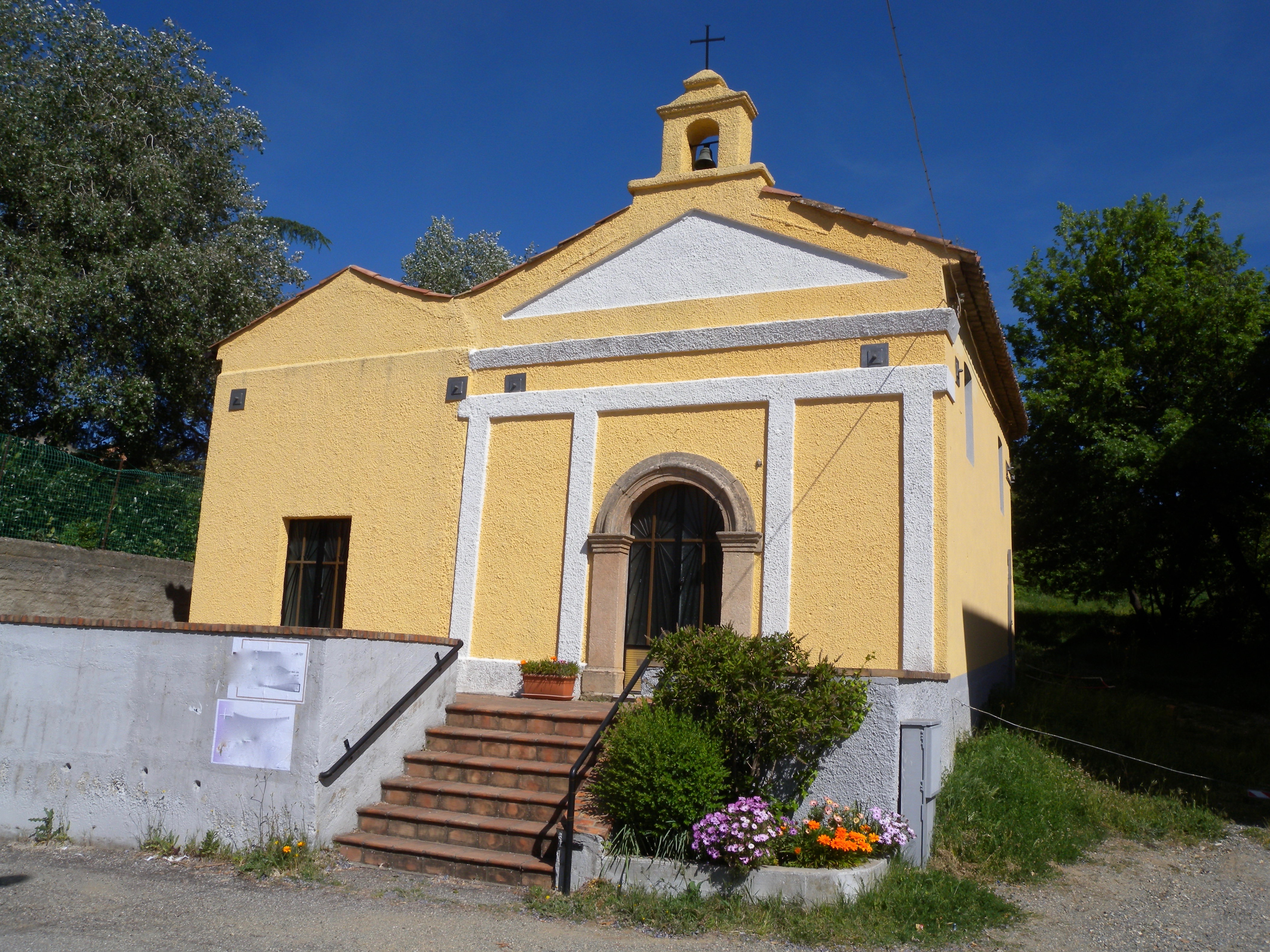
Chiesa di San Francesco da Paola, Surdo.
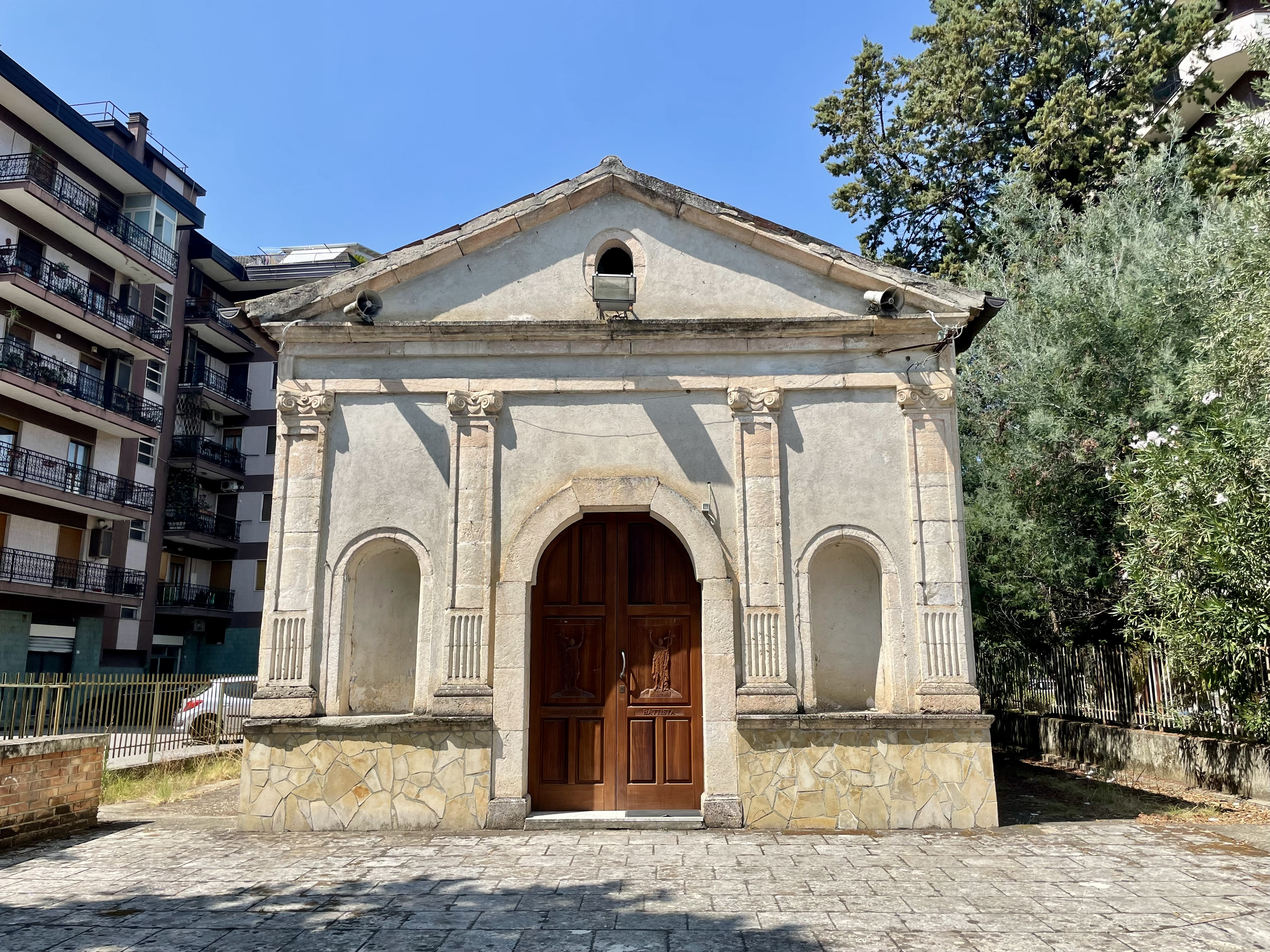
Chiesa di San Giovanni Battista, Commenda.
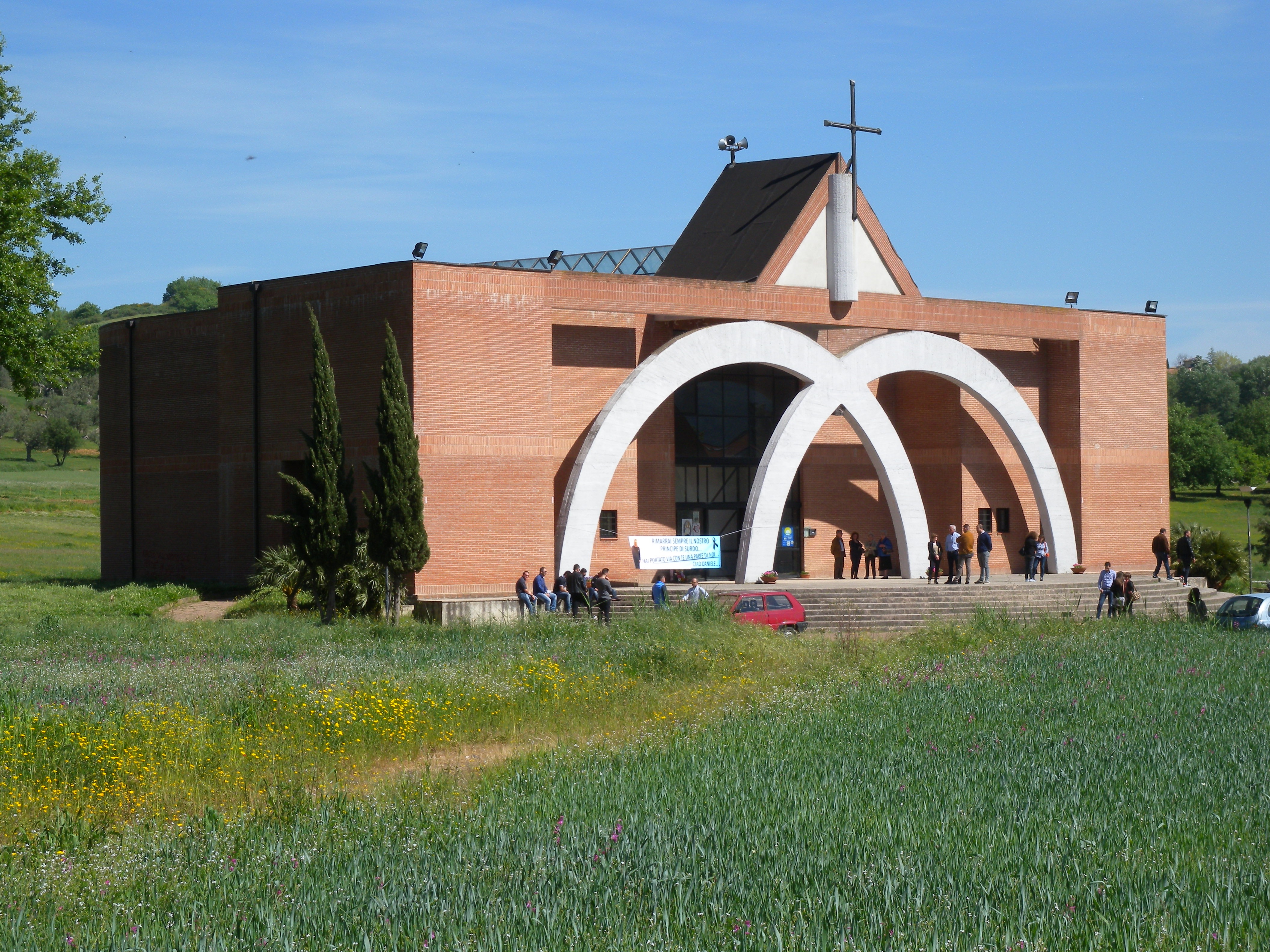
Chiesa della SS. Trinità, Saporito (c.da Linze).
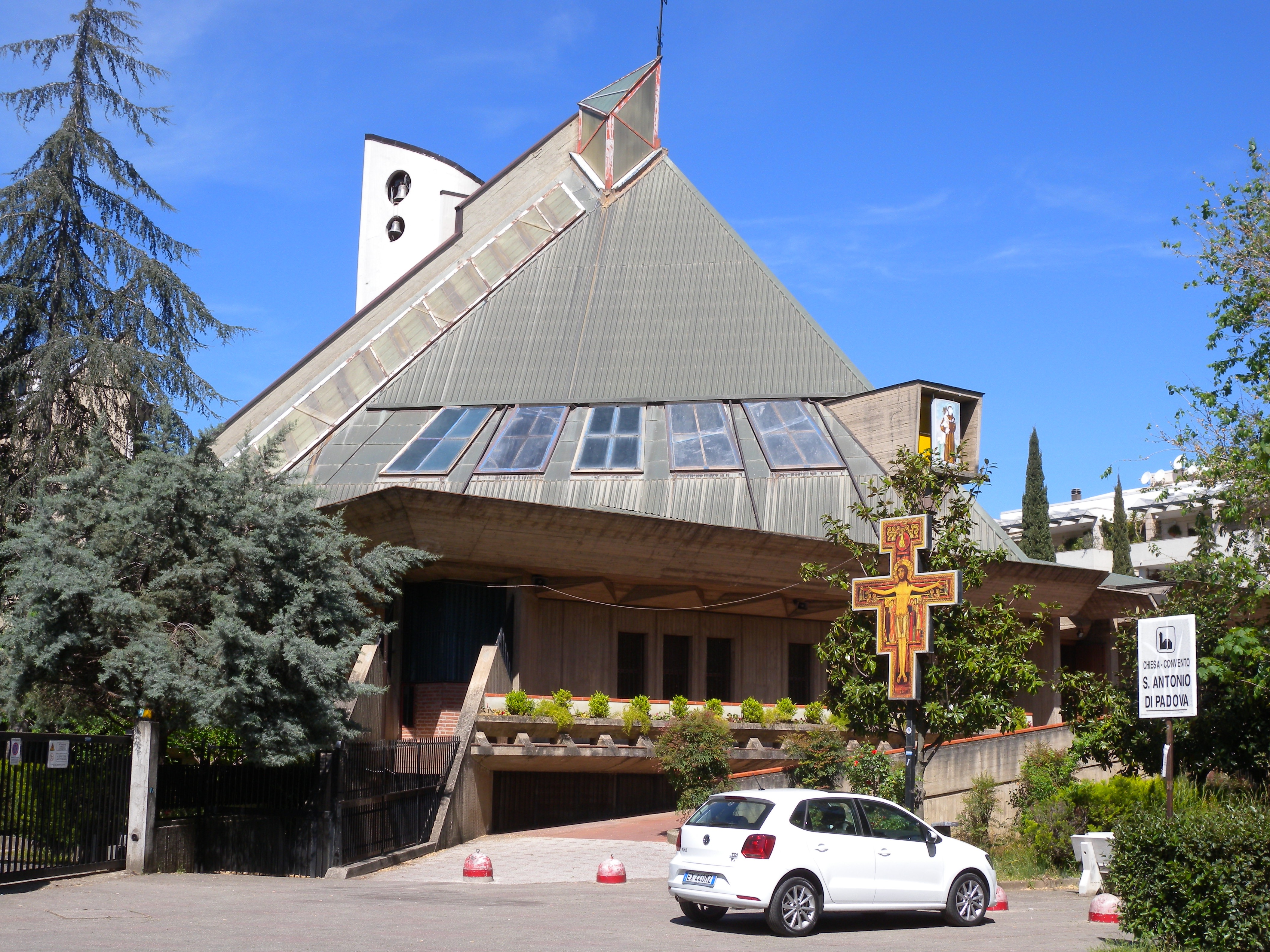
Chiesa di Sant’Antonio da Padova, Commenda.
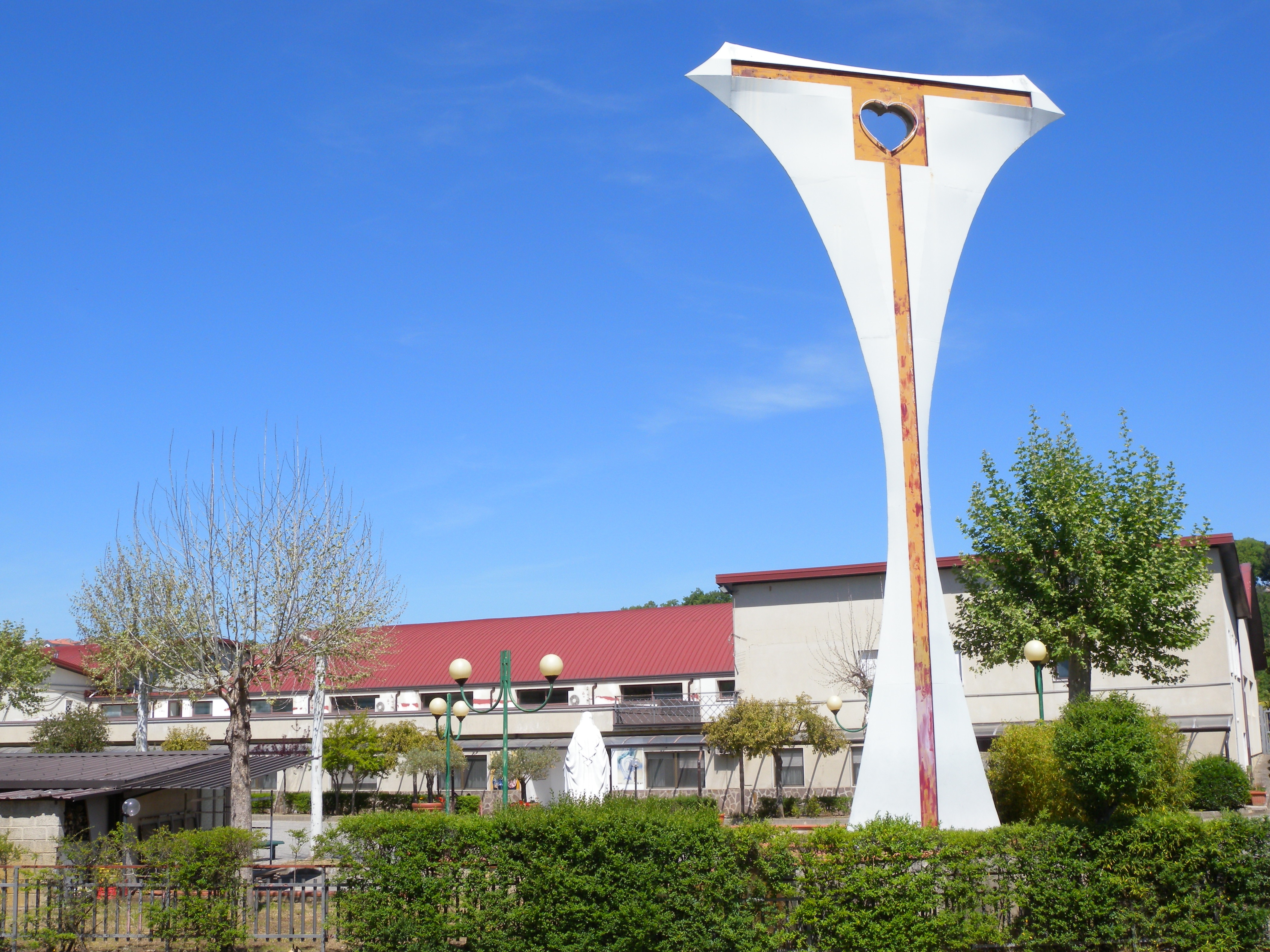
Chiesa San Paolo Apostolo, Arcavacata (San Gennaro-Università).
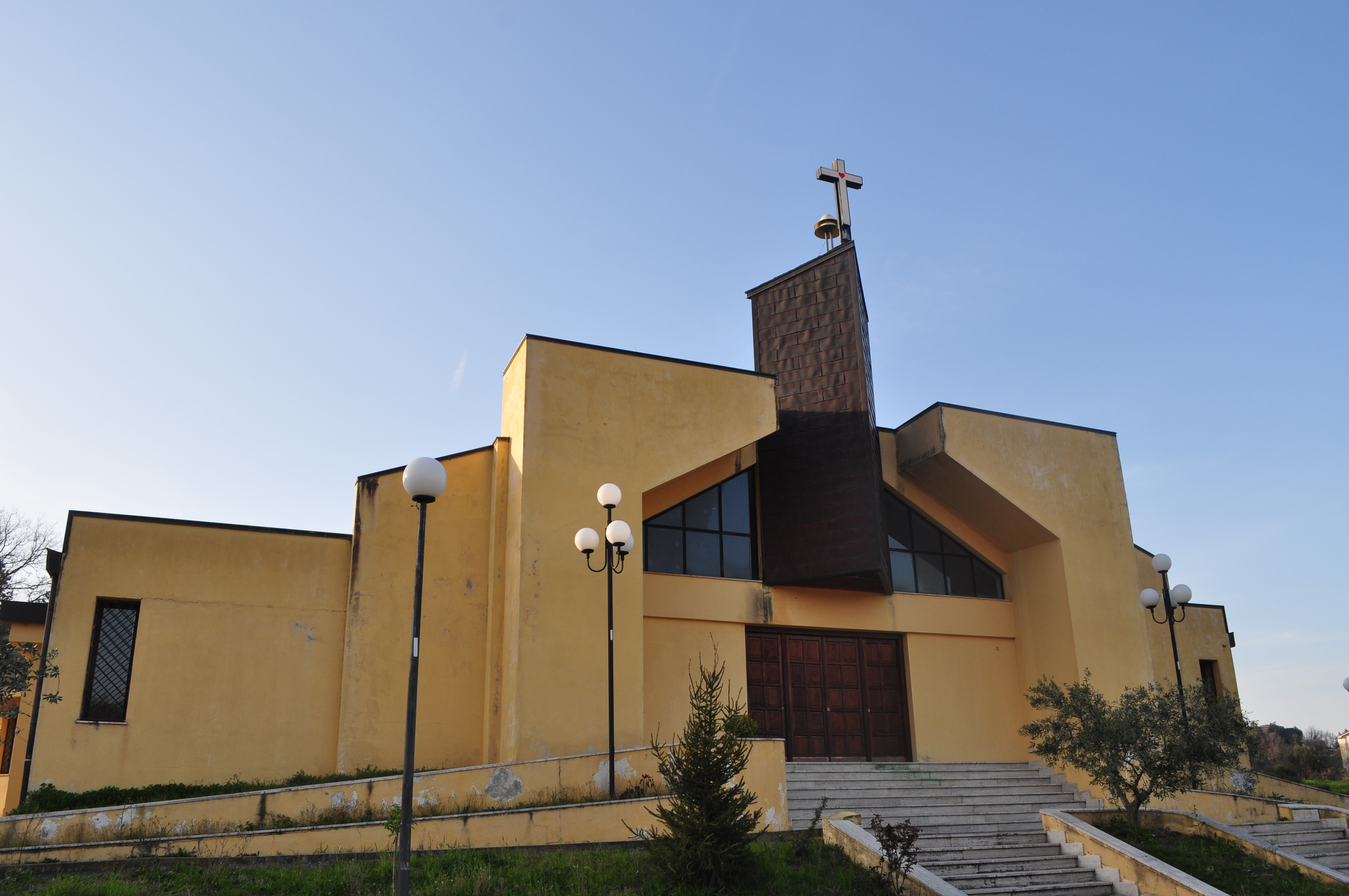
Chiesa di Gesù Misericordioso, Santo Stefano (c.da Macchialonga).
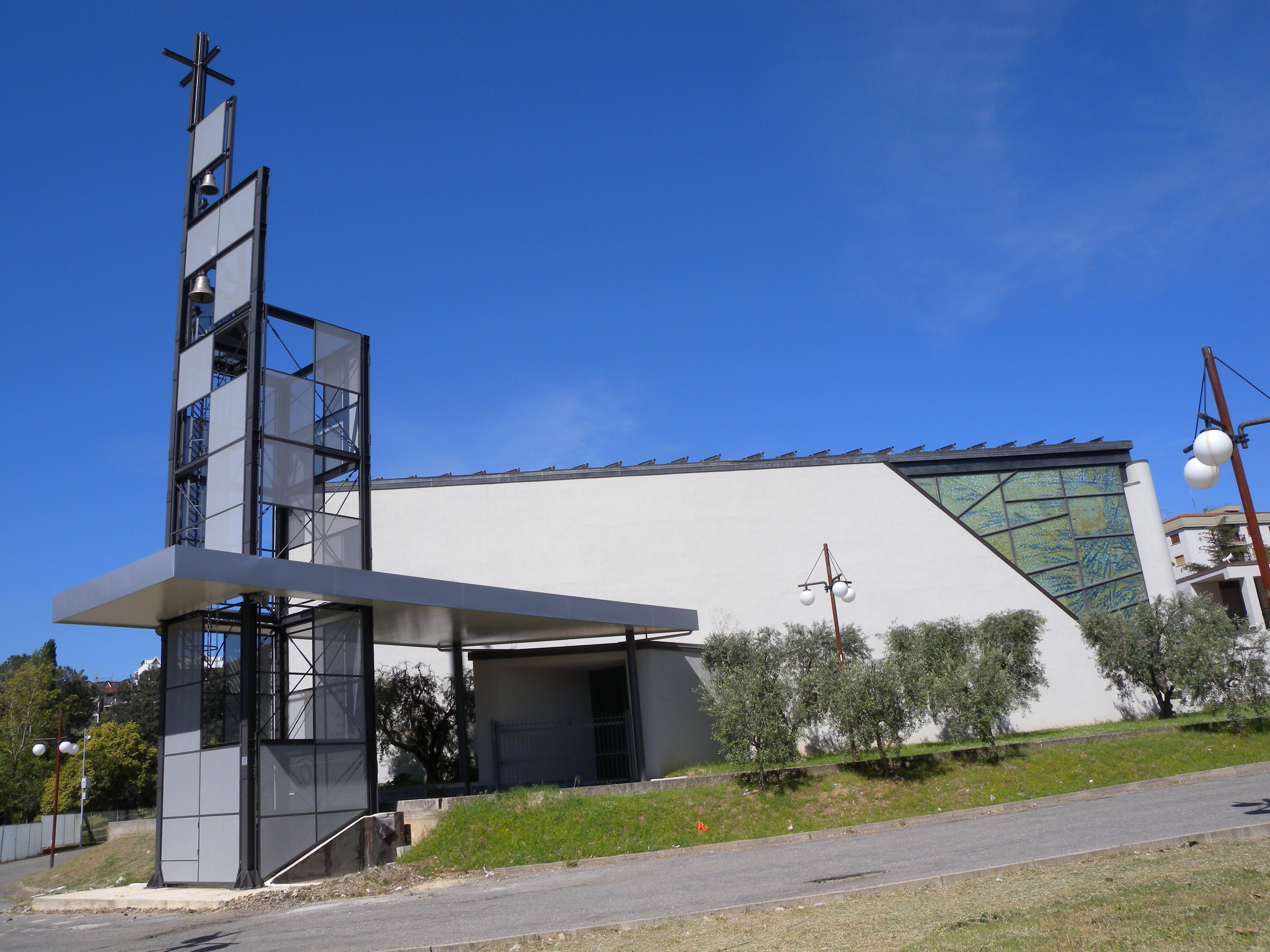
Chiesa della Beatissima Vergine di Lourdes, Roges.
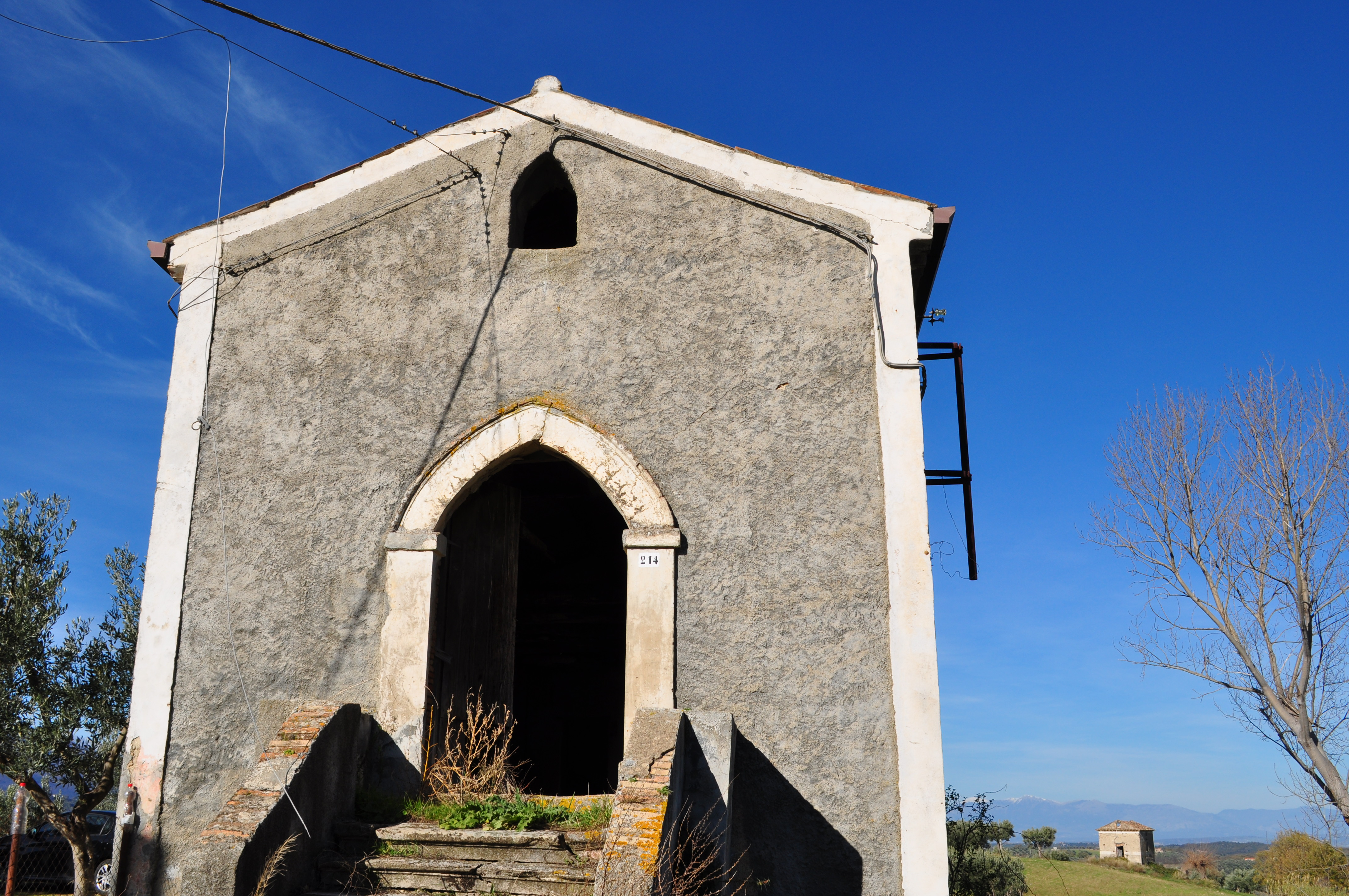
Ex Cappella di San Biagio, San Biase (S. Stefano).
  - Il Santuario di Santa Maria di Costantinopoli.
  - Chiesa di Maria SS. del Rosario.
  - Chiesa del Ritiro (o San Michele Arcangelo).
  - Chiesa di S. Maria delle Grazie o San Francesco d’Assisi, Monastero delle Clarisse.
  - Chiesa di Santa Maria della Consolazione, Arcavacata.
  - Chiesa della Santissima Vergine della Pietà, Nogiano.
  - Chiesa di Santa Maria Assunta.
  - Chiesa di San Giovanni Battista.
  - Chiesetta di Sant’Antonio Abate.
  - Chiesa di San Carlo Borromeo, Quattromiglia (c.da Tocci).
  - La Chiesa di Santa Maria di Monserrato, Quattromiglia.
  - Chiesetta di Santa Maria delle Nevi (nota anche solo come Santa Maria).
  - Chiesa di Santa Maria della Consolazione, Santo Stefano.
  - Chiesa di San Rocco di Montpellier, Arcavacata (C.da Rocchi).
  - Chiesa di San Francesco da Paola, Surdo.
  - Chiesa di San Giovanni Battista, Commenda.
  - Chiesa della SS. Trinità, Saporito (c.da Linze).
  - Chiesa di Sant’Antonio da Padova, Commenda.
  - Chiesa San Paolo Apostolo, Arcavacata (San Gennaro-Università).
  - Chiesa di Gesù Misericordioso, Santo Stefano (c.da Macchialonga).
  - Chiesa della Beatissima Vergine di Lourdes, Roges.
  - Ex Cappella di San Biagio, San Biase (S. Stefano).

### Architetture militari

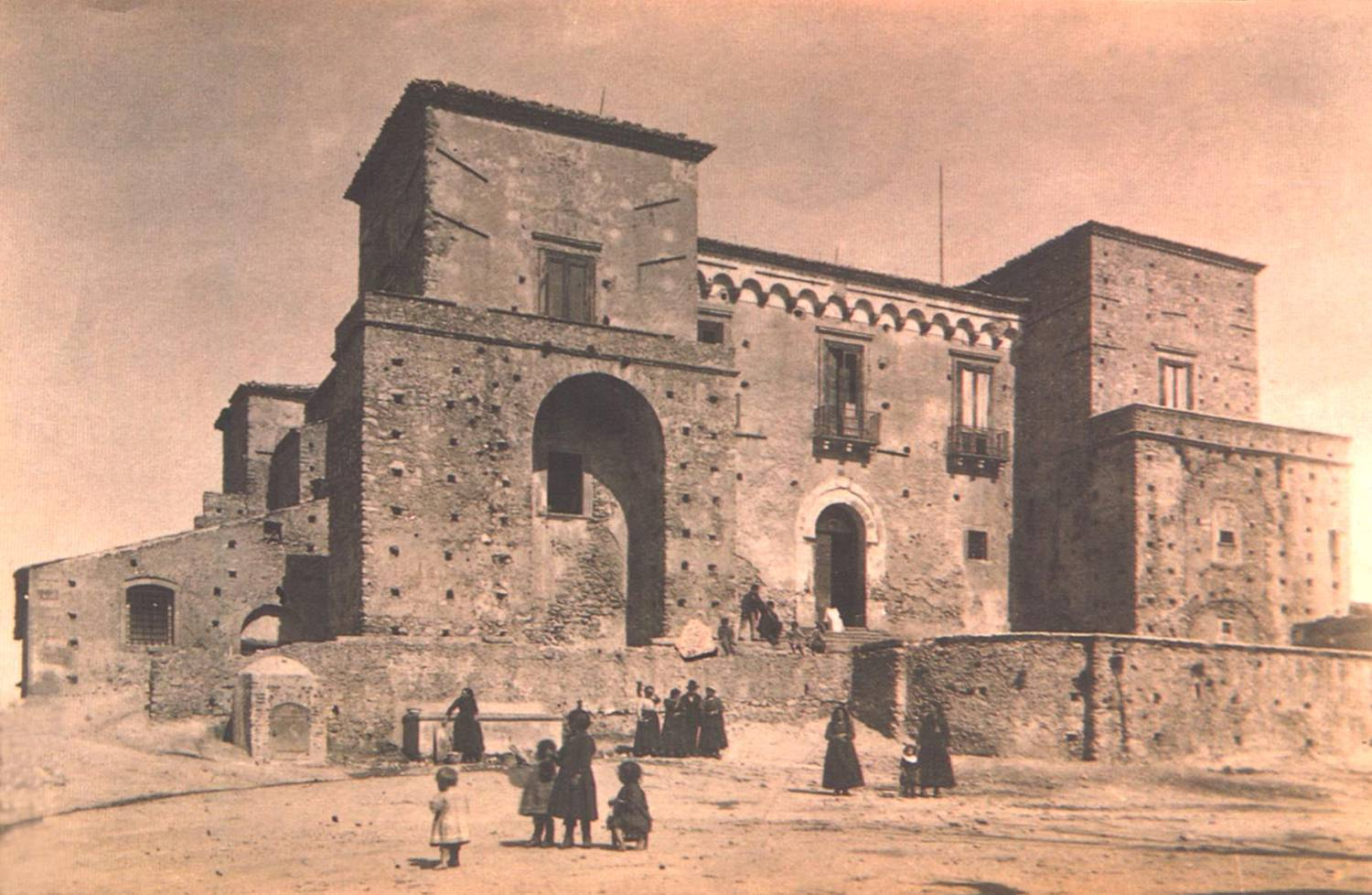
Il Castello nel 1911

- Castello Normanno, fu costruito nell'attuale sito nel 1095 per ordine di Boemondo d'Altavilla, che lo elesse come propria base prima di partire per la prima crociata nell'agosto del 1096. La realizzazione del maniero a Rende era l'inizio di un progetto più ampio ipotizzato anni prima da Roberto il Guiscardo, padre di Boemondo, che desiderava realizzare una linea difensiva nella valle del Crati con roccaforti a Bisignano, Montalto Uffugo, Rende e Cosenza.

La particolare morfologia del colle dove fu eretto il "Gigante di Pietra" garantiva una postazione estremamente facile da difendere; i ripidi pendii, che si stagliano verso l'alto a formare un cuneo, garantirono una tale sicurezza che si ritenne superflua la realizzazione di un fossato e del ponte levatoio. Il castello fu invece fornito di piccole finestre e molte feritoie, dalle quali potevano essere usati archi e balestre; inoltre fu realizzata sotto il cortile esterno una enorme cisterna per la raccolta dell'acqua piovana che garantiva un sicuro approvvigionamento durante gli assedi.

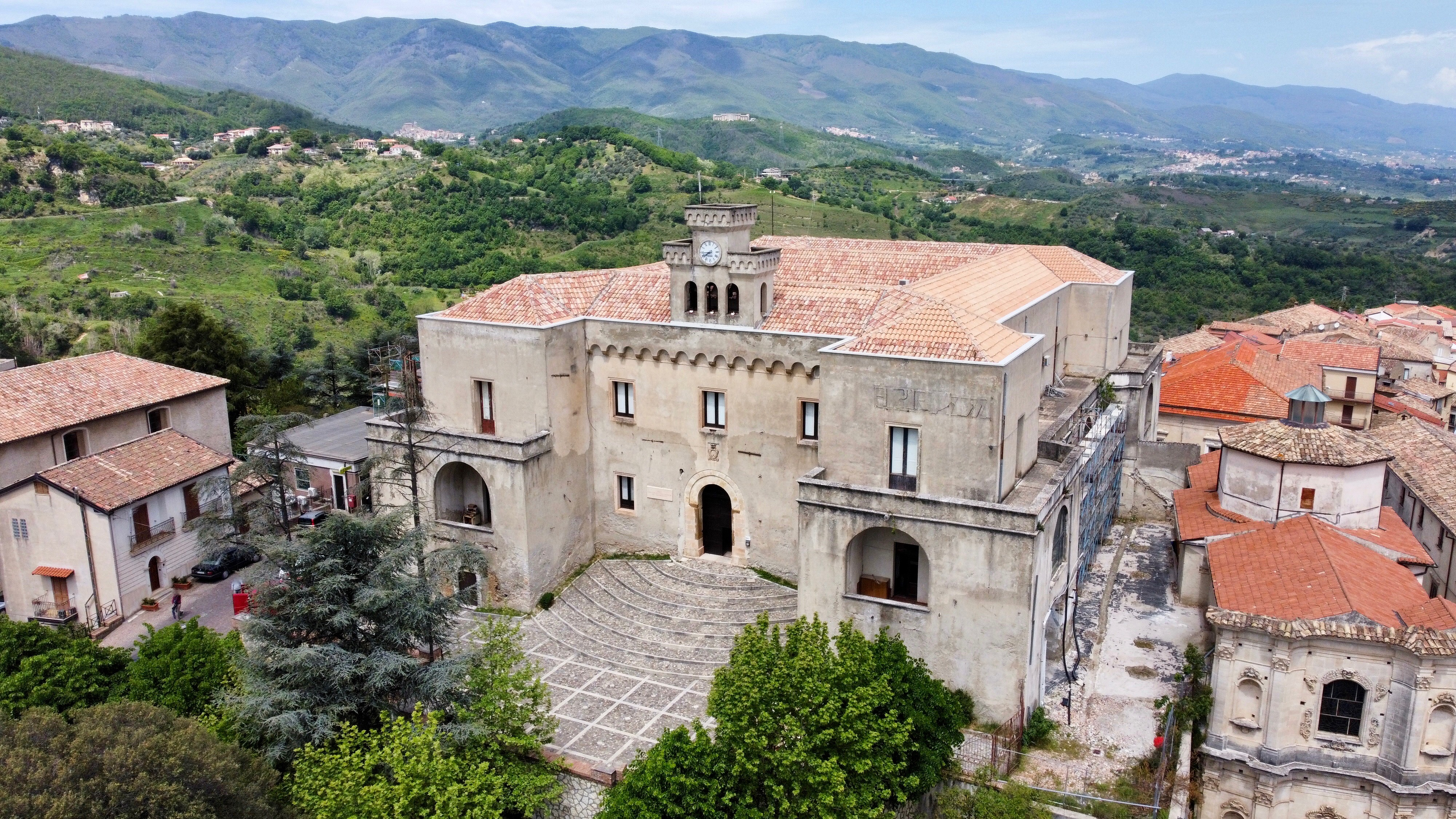
Il Castello Normanno oggi

Invalicabili mura di cinta, spesse alla base più di due metri, garantivano la protezione delle case, delle chiese, e delle altre strutture difensive, in particolare il castello con la torre centrale e altre due torri, poste ai lati. Le tre torri rappresentano lo stemma del comune, probabilmente la loro prima comparsa come gonfalone comunale avvenne nel 1222 per l'inaugurazione del duomo di Cosenza alla presenza di Federico II di Svevia.
Tuttora nell'atrio del castello è possibile ammirare due stemmi araldici appartenenti a due delle famiglie succedutesi nella proprietà del castello: i Magdalone e gli Alarcón y Mendoza. Di fronte, in alto, è visibile lo stemma comunale, con sotto l'iscrizione: Urbs celebris, quondam sedes regalis, Arintha - Celebre città, antica sede reale, Arintha. Il castello, di proprietà del comune dal 1922, è stato sede del Municipio fino al 2011.

Oggi ospita il Museo d’Arte Contemporanea Roberto Bilotti Ruggi d’Aragona

## Amministrazione

Il gonfalone comunale

| Primo cittadino | Primo cittadino                                 | Partito                         | Inizio           | Fine             | Carica                  |
| --------------- | ----------------------------------------------- | ------------------------------- | ---------------- | ---------------- | ----------------------- |
|                 | Gaspare Rovella                                 | Partito Socialista Italiano     | 24 marzo 1946    | 7 gennaio 1950   | Sindaco                 |
|                 | Salvatore Chiappetta                            | Partito Socialista Italiano     | 7 gennaio 1950   | 1951             | Sindaco                 |
|                 | Francesco Settino                               | Partito Socialista Italiano     | 1951             | 1952             | Sindaco                 |
|                 | Francesco Principe                              | Partito Socialista Italiano     | 1952             | 1980             | Sindaco                 |
|                 | Sandro Principe                                 | Partito Socialista Italiano     | 1980             | 27 giugno 1987   | Sindaco                 |
|                 | Mario Portone                                   | Partito Socialista Italiano     | 27 giugno 1987   | 5 agosto 1988    | Sindaco                 |
|                 | Raffaele De Rango                               | Partito Socialista Italiano     | 5 agosto 1988    | 2 luglio 1990    | Sindaco                 |
|                 | Antonietta Feola                                | Partito Socialista Italiano     | 2 luglio 1990    | 27 dicembre 1993 | Sindaco                 |
|                 | Francesco Casciaro                              | Socialisti Italiani             | 27 dicembre 1993 | 28 giugno 1999   | Sindaco                 |
|                 | Sandro Principe                                 | Indipendente di centro-sinistra | 28 giugno 1999   | 20 maggio 2005   | Sindaco                 |
|                 | Emilio Chiappetta                               | Socialdemocrazia                | 20 maggio 2005   | 30 maggio 2006   | Vicesindaco f.f.        |
|                 | Umberto Bernaudo                                | Socialisti Democratici Italiani | 30 maggio 2006   | 27 maggio 2011   | Sindaco                 |
|                 | Vittorio Cavalcanti                             | Partito Democratico             | 27 maggio 2011   | 3 luglio 2013    | Sindaco                 |
|                 | Maurizio Valiante                               | Nessun Partito                  | 3 luglio 2013    | 10 giugno 2014   | Commissario prefettizio |
|                 | Marcello Manna                                  | Indipendente di centro-destra   | 10 giugno 2014   | 28 giugno 2023   | Sindaco                 |
|                 | Santi Giuffrè, Rosa Correale, Michele Albertini | Nessun Partito                  | 29 giugno 2023   | 26 maggio 2025   | Commissari prefettizi   |
|                 | Sandro Principe                                 | Partito Socialista Italiano     | 26 maggio 2025   | in carica        | Sindaco                 |

### Evoluzione demografica
Abitanti censiti

### Etnie e minoranze straniere
Al 31 dicembre 2014 risiedono a Rende 1 405 cittadini stranieri. Le principali nazionalità sono le seguenti:
- Romania: 258
- Cina: 200
- Polonia: 76
- Ucraina: 69
- Russia: 67
- Tunisia: 60
- Albania: 42
- Senegal: 36
- Filippine: 35
- Marocco: 33

## Cultura

### Istruzione

#### Università

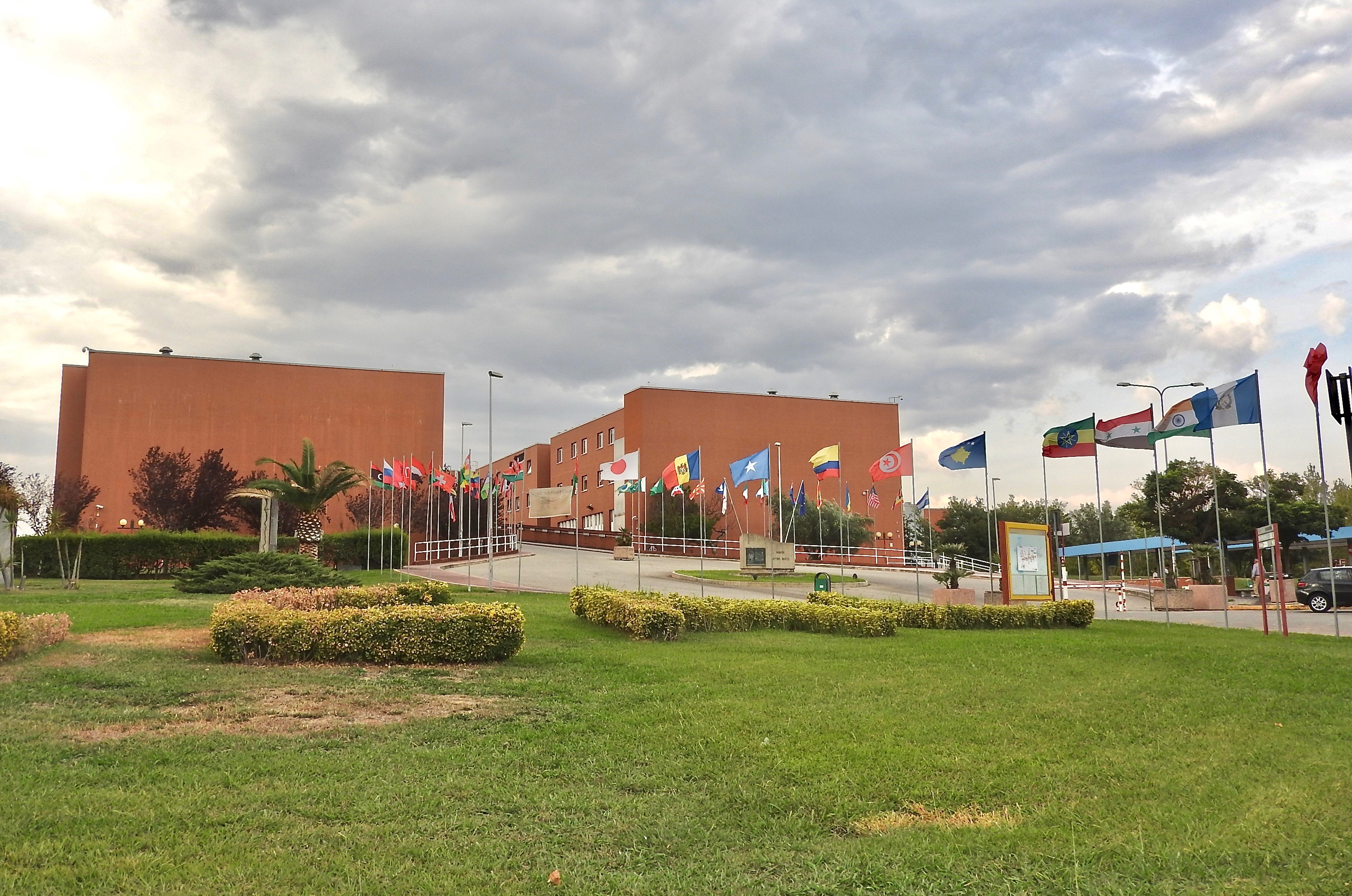
Ingresso del Ponte Pietro Bucci all'Unical

Nel territorio di Rende ha sede l'università della Calabria, la maggiore delle università calabresi con il più grande campus universitario in Italia. Essa contava nell'anno accademico 2023/2024 21 392 studenti. L'università ha 6 facoltà: Economia, Farmacia, Ingegneria, Lettere e Filosofia, Scienze Matematiche Fisiche e Naturali e Scienze Politiche.

#### Musei

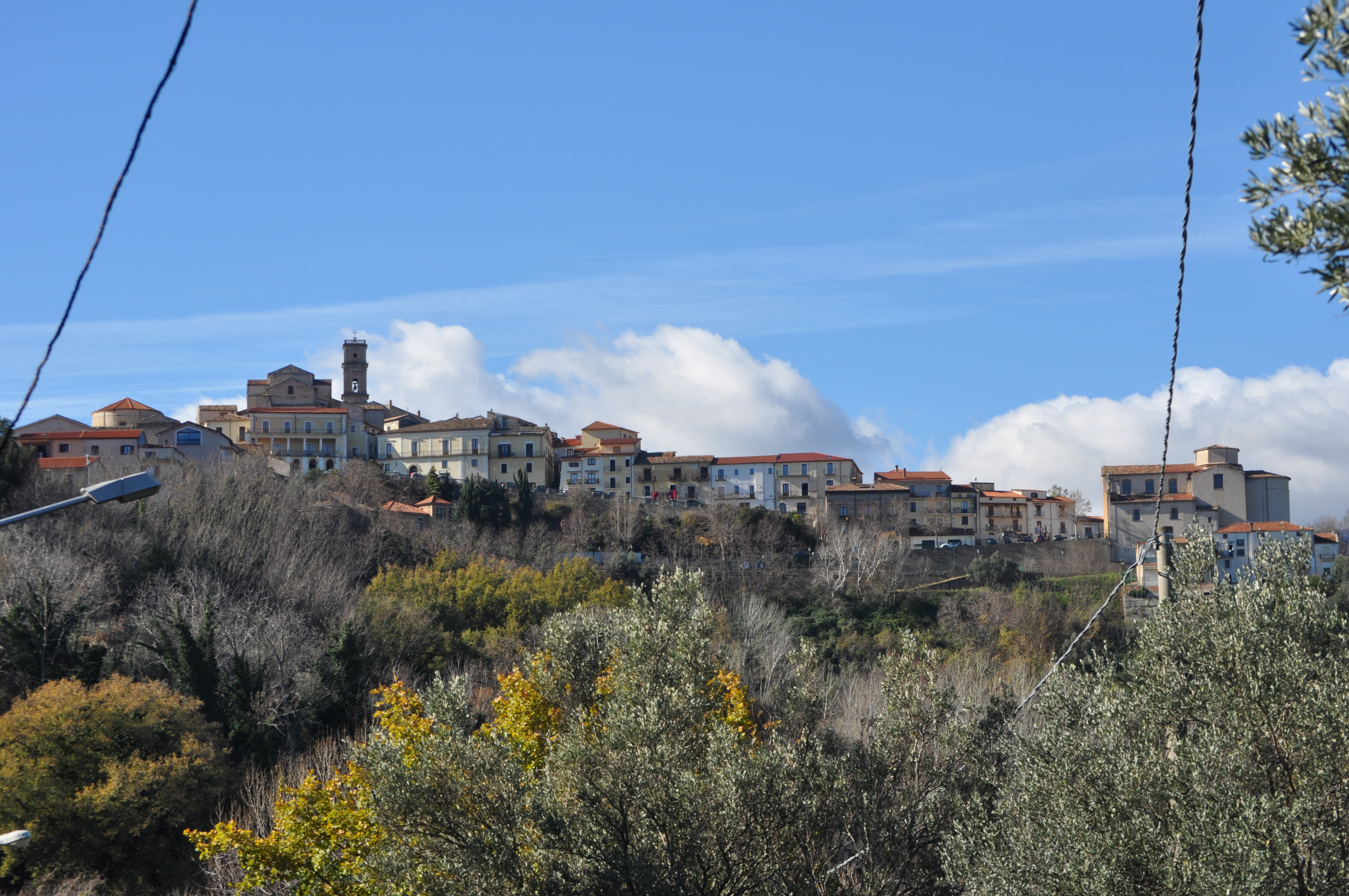
Il centro storico visto dal Cimitero.

Nel palazzo Vitari trovano spazio il Centro per l'arte e la cultura intitolato ad Achille Capizzano, sede di mostre e convegni sull'arte locale ed internazionale, ed il MAON Museo d'arte dell'Otto e Novecento.
Il Museo del Folklore, nel palazzo Zagarese, è dedicato essenzialmente al territorio della Calabria Citeriore che corrisponde all'incirca alla provincia di Cosenza. La collezione di circa tremila oggetti illustra la cultura propria di questi territori. Il percorso del museo, che ha sede nel centro storico, si sviluppa su nove sale

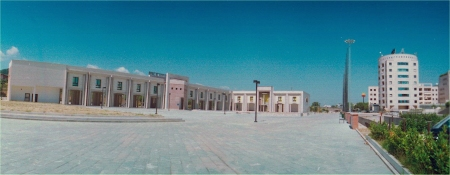
Museo del presente.

Il Museo del Presente sorge nella zona moderna della città; otto sale espositive si sviluppano su una superficie di 2500 m² Il museo ospita mostre d'arte moderna e contemporanea, mostre fotografiche, cineforum, spettacoli, convegni e presentazioni di libri. Le sale sono su due piani.

### Eventi
- Giunto alla sua cinquantaduesima edizione, il Settembre rendese, comprende una serie di concerti e altri eventi sparsi per la città di Rende. Anche La notte dei ricercatori, evento promosso dall'Università della Calabria rientra nel festival.[37][38]

## Geografia antropica

### Urbanistica

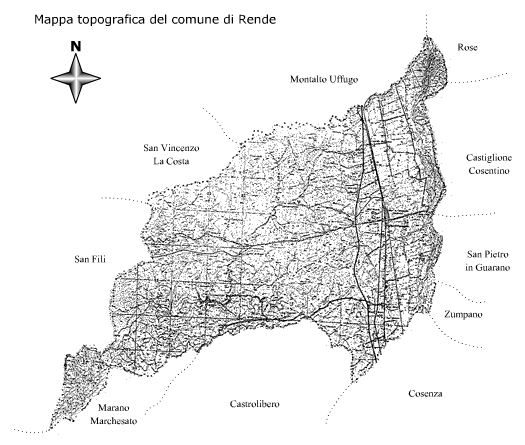
Mappa topografica di Rende.

Nei primi anni sessanta da paesino rurale si trasformò in una nuova realtà e nuovi insediamenti urbani nacquero nella zona valliva. Fu possibile controllare questo sviluppo grazie all'adozione di un piano regolatore nel 1962 che impedì un uso indiscriminato del territorio e nel contempo permise la realizzazione di numerose aree verdi.
La nascita dell'Università della Calabria a Rende rappresentò un ulteriore punto di forza e di sviluppo del territorio. Dapprima composto da una struttura polifunzionale concentrica, con l'ultimazione del progetto Gregotti, si realizzò un lungo pontile con ai lati strutture di cemento armato (detti anche "Cubi") che si allacciano alla struttura cambiando in altezza a seconda dei mutamenti della superficie, in questi edifici si trovano i dipartimenti dell'Università.
Negli anni ottanta e novanta le amministrazioni comunali, in primis quella di Sandro Principe, cambiarono il volto della zona a valle con la realizzazione di piazze, parchi, musei e chiese, trasformandola di fatto in una città moderna.
La nuova variante adottata dal comune nel 2003, nacque con la necessità di orientare lo sviluppo complessivo della città verso obiettivi di qualità, ristabilendo un equilibrio ecologico fra le aree edificate all'interno della città: furono realizzati il ring con la nuova parrocchiale di San Carlo Borromeo, il Museo del Presente con il Belvedere delle arti e delle scienze, le scale mobili per raggiungere il Centro storico, il nuovo istituto tecnico commerciale, il complesso parrocchiale di Linze. Furono inoltre recuperati i più importanti corsi d'acqua con la creazione di parchi fluviali al centro della città e restaurate quasi tutte le chiese di rilevanza storica, riqualificando interi quartieri come Quattromiglia, Commenda e Roges.

### Quartieri e frazioni

#### Quartieri
- Arcavacata: quartiere del comune di Rende, sorge a circa 320 m s.l.m. È sede dell’Università della Calabria. Si erge la Chiesa di Santa Maria della Consolazione di particolare interesse religioso e artistico, edificata in seguito ad un evento miracoloso.
- Centro Storico: posto su un colle a ridosso della catena costiera, tra i fiumi Emoli e Surdo, rappresenta il nucleo originario del comune. Il borgo ospita: la chiesa Matrice di Santa Maria Maggiore, quella della Madonna di Costantinopoli, di San Michele Arcangelo, di Sant'Antonio Abate, del Santissimo Rosario, della Madonna delle Grazie, dell'Assunta, della Madonna della Pietà, di San Giovanni Battista e della Madonna della Neve, il Castello Normanno (antica sede del comune di Rende), il convento delle clarisse, il museo civico, la biblioteca civica e il MAON, otre a vari palazzi di grande interesse storico-artistico.
- Quattromiglia: storico quartiere del comune di Rende noto soprattutto per la Stazione ferroviaria di Castiglione Cosentino e lo svincolo autostradale dell'Autostrada A2 Rende-Cosenza Nord. Un tempo qui sorgeva un possente monastero nel quartiere Profeta, di cui oggi restano pochi ruderi. Un tempo qui erano presenti le aziende del Barone Giorgelli sul cui terreno, negli anni '50 venne edificata la nuova Chiesa di Santa Maria di Monserrato.
- Quartiere Villaggio Europa: si estende parallelamente a Via Rossini in direzione nord-sud. L'area comprende una serie di palazzi in stile anni '70 a forma di "serpentone", destinati nella zona sud ad alloggi popolari, la parte nord del quartiere a zona residenziale. Di particolare interesse la chiesa, a pianta circolare e con una maestosa cupola moderna, dedicata a San Carlo Borromeo. Tutte le vie del rione sono state intitolate con i nomi delle capitali europee.La frazione Santo Stefano.

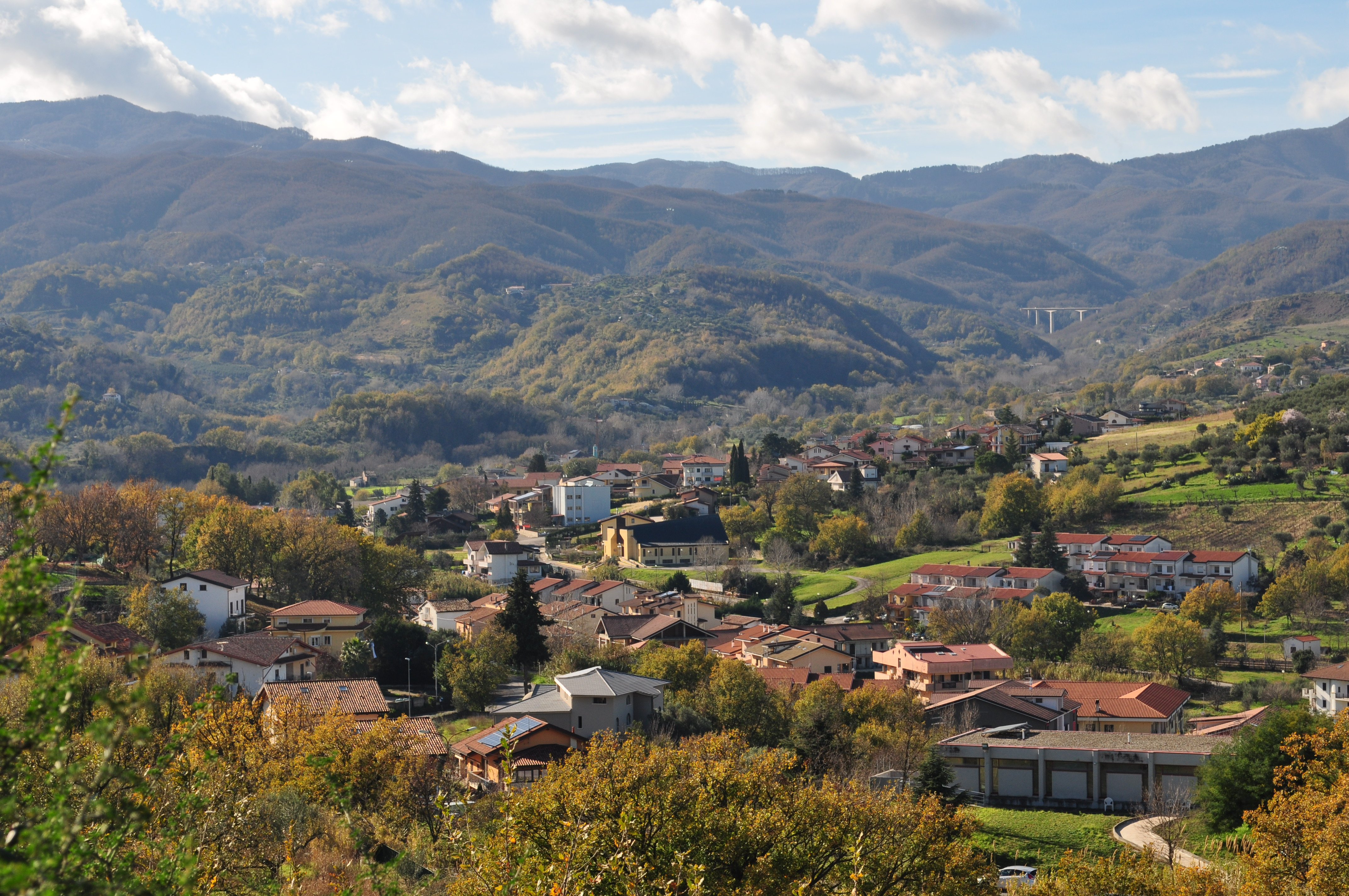
La frazione Santo Stefano.

- Santo Stefano: in passato si teneva in questo quartiere la grande Fiera di Arcavacata: si vendevano animali e prodotti agricoli, utensili vari per la casa o per l'agricoltura. Vi affluivano un gran numero di commercianti provenienti dai comuni limitrofi. Oggi questa grande fiera ha cessato di esistere, ma rimane la festa in onore della Madonna della Consolazione, che si tiene l’ultima domenica di agosto. Si erge la Chiesa di Gesú Misericordioso, la chiesetta di Santa Maria della Consolazione della famiglia Magdalone e l’antico palazzotto detto “La Torraccia”. Oggi è una zona residenziale di concezione moderna.

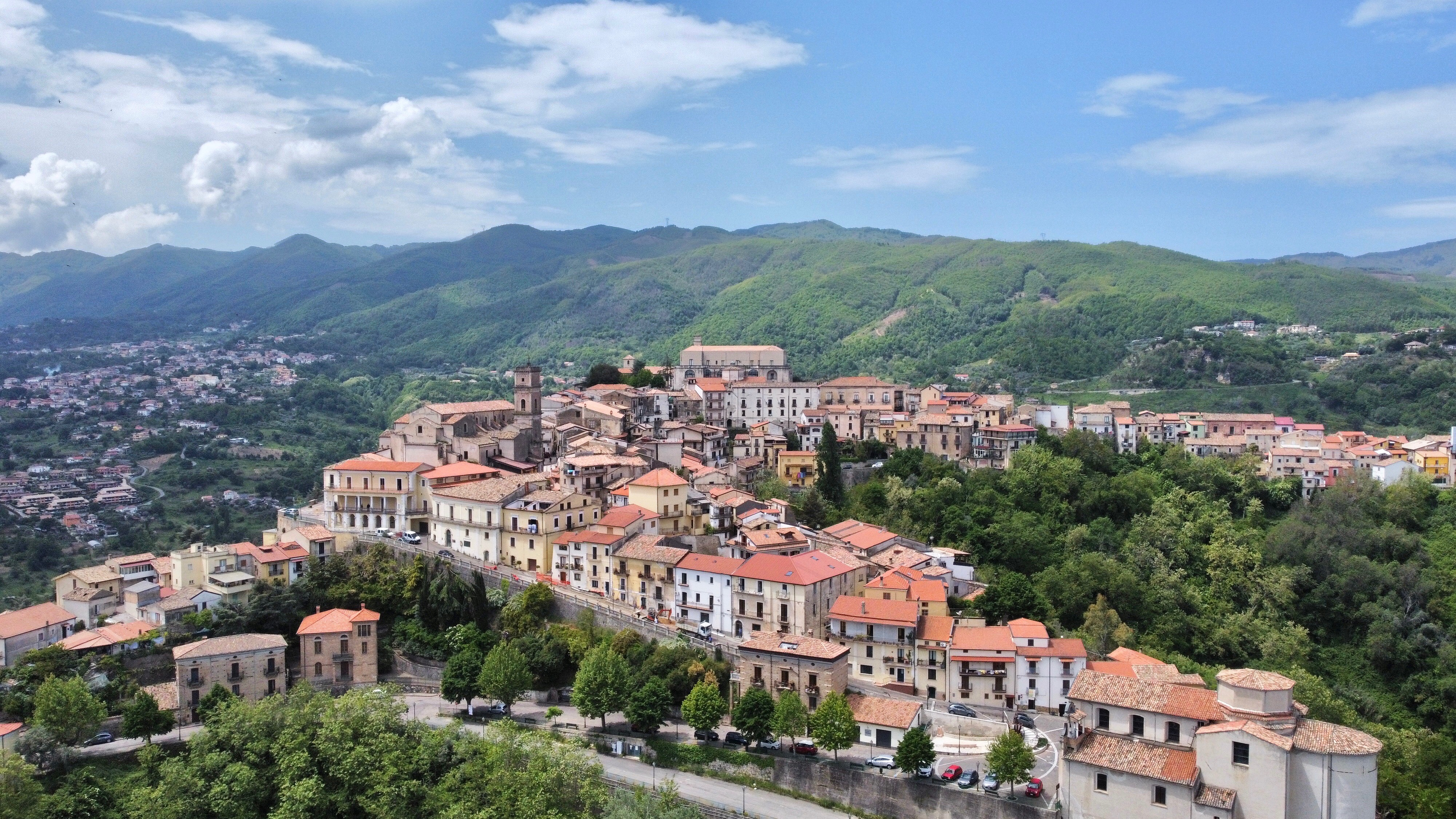
Centro storico

- Commenda: quartiere residenziale e commerciale della città. Ospita lo Stadio Marco Lorenzon in cui si disputano gli incontri interni calcistici del Rende Calcio, l'antica chiesa di San Giovanni Battista e la nuova chiesa di Sant'Antonio da Padova.
- Surdo: quartiere posto a 250 mslm, vi risiedono circa 700 abitanti. Vicino ad un antico casale oramai diroccato della Famiglia Zagarese dove si lavorava la liquirizia[39], sorge la Chiesa di San Francesco di Paola. In questa frazione anticamente vi era presente un mattonificio di cui ancora oggi si scorgono i fabbricati e le alte ciminiere.
- Roges: quartiere storico della città, presenta una zona più antica[40] e una di più recente costruzione. Roges è la zona più a sud del comune, al confine con Cosenza. Si ergono in questa zona il parco Robinson, il Centro Commerciale Metropolis e la chiesa della Beata Vergine di Lourdes.
- Saporito: quartiere del comune alle porte dell'area urbana. Si erge la Chiesa della Santissima Trinità.
- Contrada Longeni: piccolissimo nucleo abitato da poco più di 90 persone, sorge a 313 m s.l.m, risulta inglobato con Arcavacata.

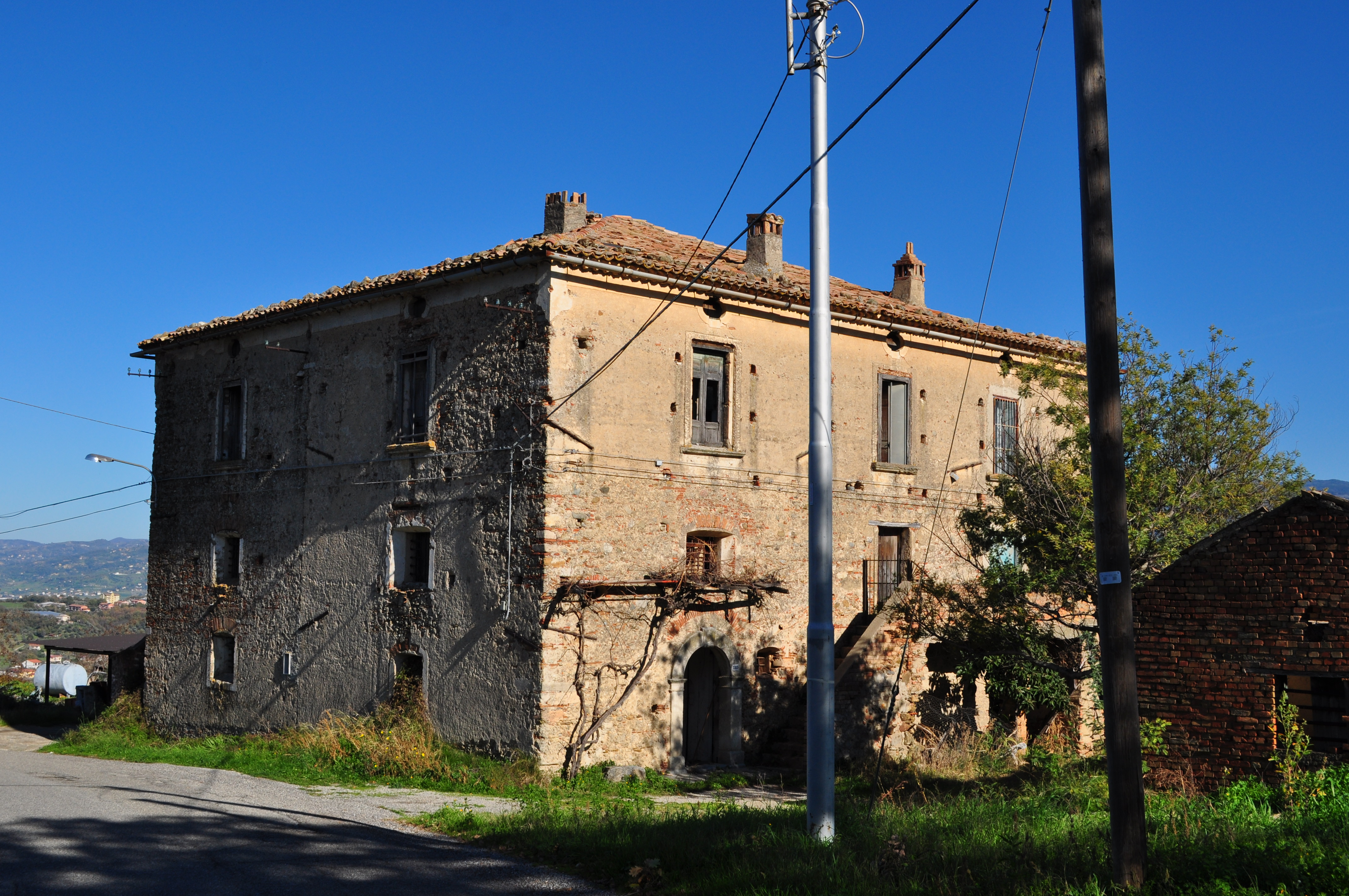
Casino Quintieri dei Dattoli.

- Casino Quintieri dei Dattoli.Contrada Nogiano: sorge a 525 m s.l.m a ridosso della Catena Costiera tirrenica. Qui è eretta la Chiesa della Madonna della Pietà nei pressi dell'antica guardiola.
- Contrade San Biase, Frattini e Monticello: ingolbate con Santo Stefano, sono qui presenti ampie distese verdi di coltivazioni private e di aziende agricole locali. A San Biase è presente un'antica masseria della Famiglia Campagna[41].
- Contrada Vennarello: qui si stabilì uno dei primi nuclei abitativi della Rende "bassa". Immediatamente sotto il centro Storico, secondo alcuni studi pare qui sorgesse un antico tempio dedicato a Venere (da cui la zona prende il nome). Qui sorgevano nel medioevo due importanti edifici di culto oggi ridotti in poche rovine. È inglobata con Santo Stefano.
- Contrade Piano di Maio e Piano Monello: zone a carattere collinare, precedentemente contadine ma oggi sature di immobili residenziale di recente costruzione.
- Contrada Dattoli: prettamente di campagna il cui nucleo storico originario fu abbandonato dopo il boom economico in cui emergeva la masseria della famiglia Quintieri di cui oggi resta l'antico possente Palazzo, che estendendosi successivamente nella zona nord del comune in una gradevole zona residenziale moderna. Vi risiedono circa 700 abitanti.I palazzi di Quattromiglia visti dall'alto

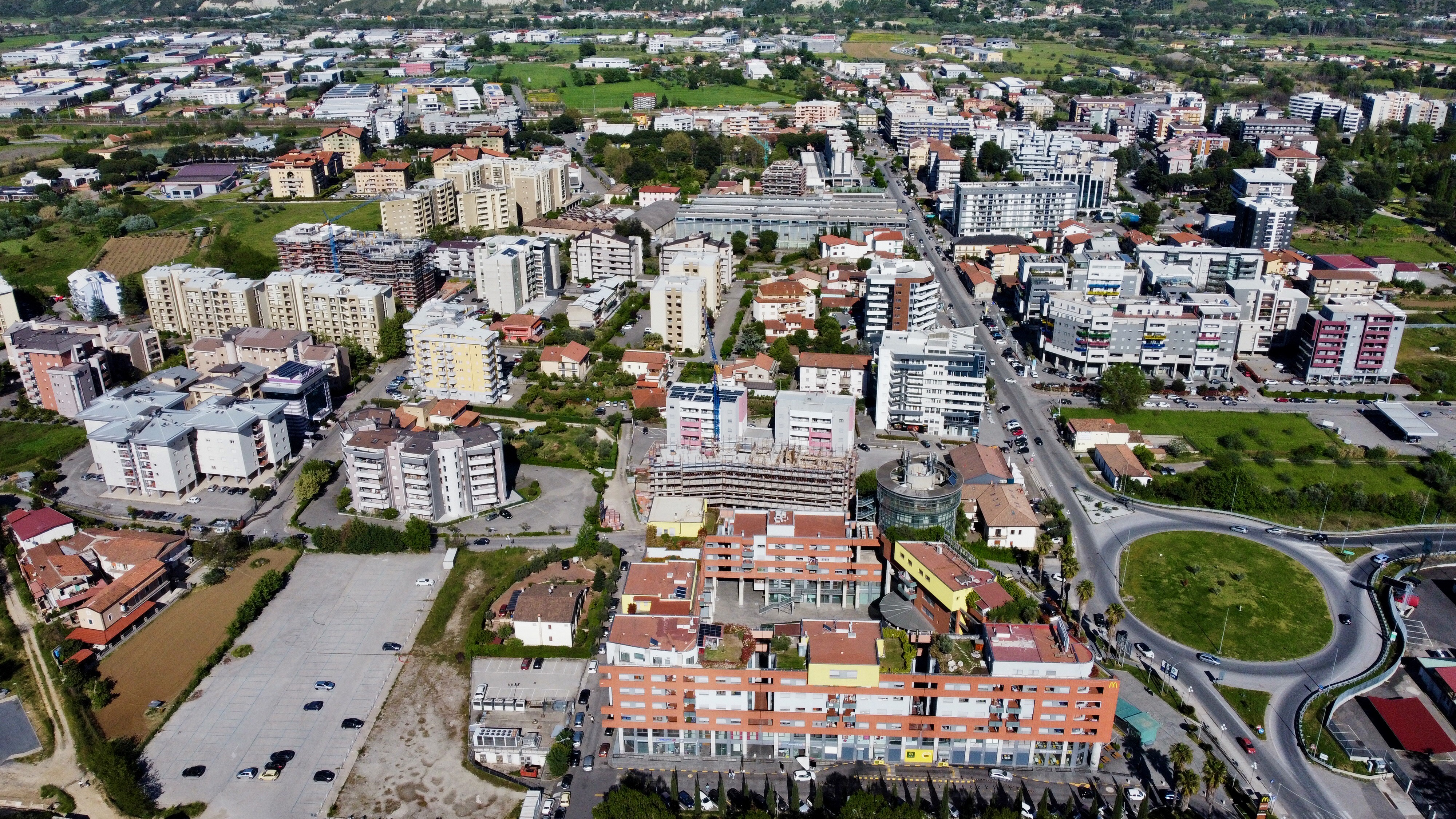
I palazzi di Quattromiglia visti dall'alto

- Contrada Rocchi: area prettamente di campagna situata nella zona nord del comune. Si erge qui una chiesetta campestre dedicata a San Rocco di Montpellier venerato nelle vaste campagne abitate circostanti, nei pressi dei ruderi di un antico convento dedicato ai SS. Pietro e Paolo.
- Contrada San Gennaro: A ridosso dell’Università della Calabria, è una zona di collegamento fra Arcavacata e Quattromiglia, dove risiedono maggiormente gli studenti provenienti da altri comuni. È sede della parrocchia di San Paolo Apostolo con i Padri Dehoniani.
- Contrada San Ianni: zona prevalentemente di campagna. Sorge in questa località una Chiesetta dedicata a San Francesco di Paola di proprietà della Famiglia Basile.
- Contrada Sant’Agostino: zona per lo più residenziale dove sorgono numerose ville. Si erge, nei pressi di un antico casale della Famiglia Spada, la Chiesetta dedicata a Sant’Agostino.
- Contrade Santa Chiara e Santa Rosa: piccole località a est di Commenda. A Santa Chiara sorge una chiesetta dedicata alla santa di Assisi.
- Contrada Difesa: ubicata in una zona collinare sopra Saporito, posta a 294 metri s.l.m.
- Contrada Settimo: frazione al confine con la contigua omonima frazione del comune di Montalto Uffugo.

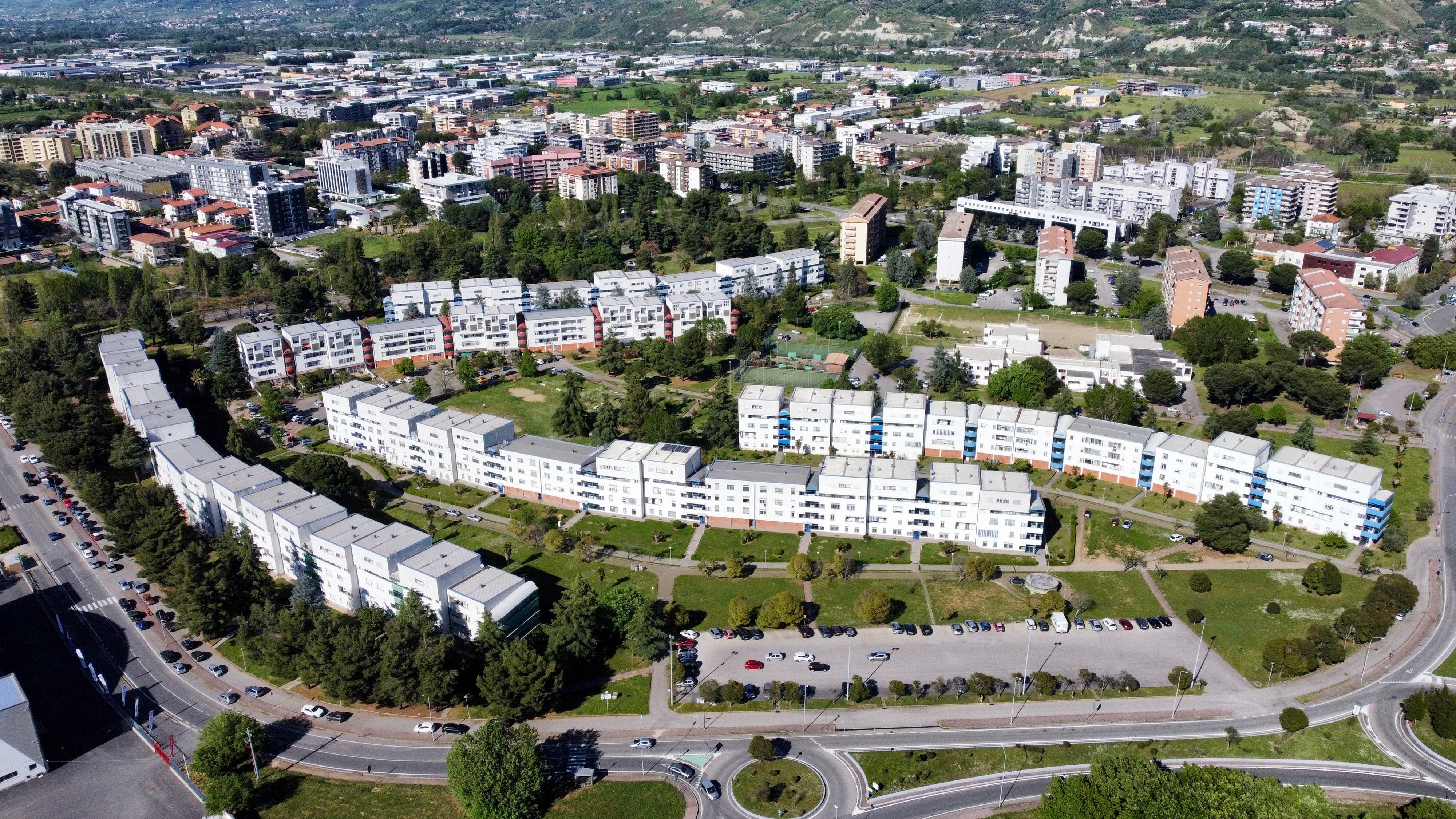
Il Villaggio Europa visto dall'alto

- Contrada Cutura: inglobata con Santo Stefano, è sede di una della prima delle due zone industriali ASI. Qui si ergeva un tempo un'antica fabbrica di mattoni, di cui oggi resta il possente comignolo.
- Contrada Lecco: è sede dell'altra zona industriale.
- Contrada Cantiere: è una piccola contrada nel sud ovest della città, popolata da un infimo numero di persone. Risulta inglobata con Saporito, al confine con la contrada surdo
- Contrada Ospedale: una delle più piccole contrade di Rende, la Contrada Ospedale è una corta strada nel nord della città inglobata con Piano di Maio
- Contrada Muscione: in mezzo al Centro Storico e a Piano di Maio, si trova questa contrada dalle dimensioni poco considerevoli. Risulta una continuazione di Piano di Maio e presenta una zona di campagna accompagnata dalla sporadica presenza di qualche villa
- Viale dei Giardini: Non è un quartiere vero e proprio, bensì un piccolo complesso residenziale dalla forma ovoidale situato a ovest di Villaggio Europa. Ogni palazzo prende il nome dalla coop che lo ha costruito, per esempio la coop Solaris o la coop Domus
- Contrada Profica: Una breve contrada nella parte meridionale di Santo Stefano
- Contrada Silvi: Una contrada collinare dalla modesta lunghezza che si estende a nord della contrada Nongiano. Viene congiunta con la Contrada Profica da un breve tratto tortuoso chiamato Contrada Pila
- Contrada Vallone: La contrada Vallone congiunge la Contrada Pila con Santo Stefano, per poi estendersi ulteriormente verso sud fino al Cimitero di Rende, situato all'ingresso est del Centro Storico. Adiacente ad essa, a ovest, vi è una contradina chiusa chiamata Contrada Villana
- Contrada Macchialonga: risulta inglobata aa parte settentrionale di Santo Stefano

## Economia

### Agricoltura
Prima dell'attuale esplosione edilizia era un comune a prevalente economia agricola: si produceva tantissimo grano, olive, fichi, castagne, frutta, ortaggi e gelsi per l'industria della seta. Nella contrada Cutura si producevano angurie e meloni, un particolare formaggio pecorino prodotto dai pastori di Arcavacata, la coltivazione e lavorazione del tabacco da parte del barone Giorgelli, torinese trapiantato a Rende nei primi anni del 1900. Rende era sede di una enorme fiera agricola, durante l'ultima decade d'agosto, nella frazione Santo Stefano (allora di proprietà della famiglia Magdalone); si commerciavano animali a migliaia, tra cui mucche, buoi, cavalli, asini, muli e suini.

### Industria
Nel suo territorio erano sparse diverse piccole industrie (come "La Liquirizia Zagarese"), 8 fabbriche di laterizi, alcune cartiere (come la "Rossi Lasagni"), industrie del legno e di piastrelle per pavimenti, i famosi "Pignatari", i vasai ed altre. Sempre più importante sta diventando il Parco Industriale di Rende che raggruppa numerose aziende operanti in vari settori ed ubicate nella zona industriale.

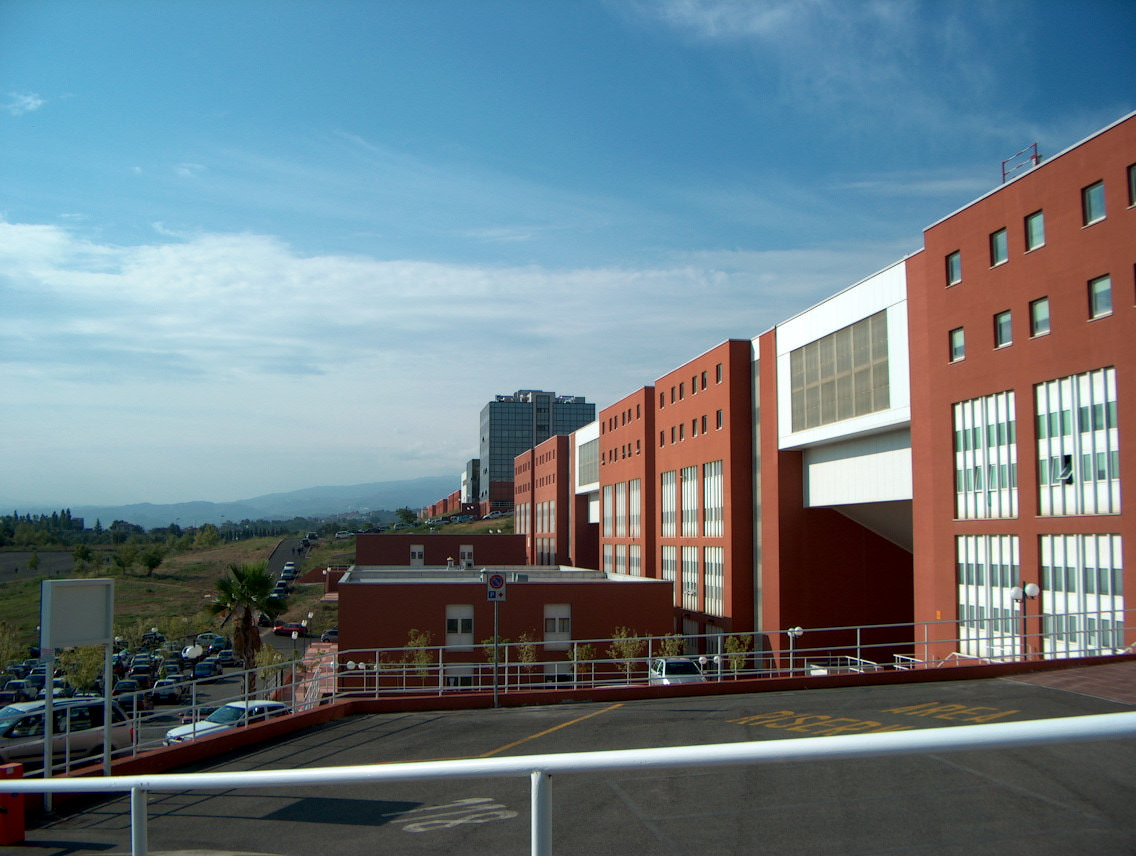
Alcuni cubi dell'Unical

### Servizi
Rende ospita l'Università della Calabria, ad Arcavacata, che con i suoi circa 27000 iscritti figura fra le più grandi del meridione. Il principale Ateneo calabrese, oltre a causare l'incremento della popolazione domiciliata nel territorio, costituisce una fonte di vitalità per il commercio, l'edilizia, e il settore terziario in tutta l'area urbana cosentina. Inoltre, l'apporto in termini di attività culturali dei generi più vari (conferenze, concerti, cinema, attività letterarie, mostre scientifiche e così via) ha elevato notevolmente la qualità e il tenore della vita del comune calabrese.
A Rende si trova la sede centrale della Banca di Credito Cooperativo Mediocrati, situata sul Viale dedicato a Francesco e Carolina Principe.

## Infrastrutture e trasporti

### Strade
Il comune è interessato dalla strada statale 107 Silana Crotonese e servito dall'autostrada A2 attraverso lo svincolo di Rende-Cosenza Nord.

### Ferrovie
A nord della città è situata la stazione di Castiglione Cosentino situata al km 21+551 della linea ferroviaria Paola-Cosenza e al km 59+545 della linea ferroviaria Cosenza-Sibari
Fino al 1987 il comune aveva una propria stazione ferroviaria posta sul vecchio tracciato della Paola-Cosenza.

### Mobilità urbana
I trasporti urbani vengono svolti dalla società Consorzio Autolinee Cosenza s.r.l., i trasporti interurbani sono garantiti dalle Autolinee Romano e da autocorse svolte dalle Ferrovie della Calabria.
Il 27 ottobre 2022 i consigli comunali di Cosenza, Rende e Castrolibero hanno approvato l'ambito territoriale per l'unificazione del servizio di trasporto pubblico nell'area urbana cosentina.

## Sport

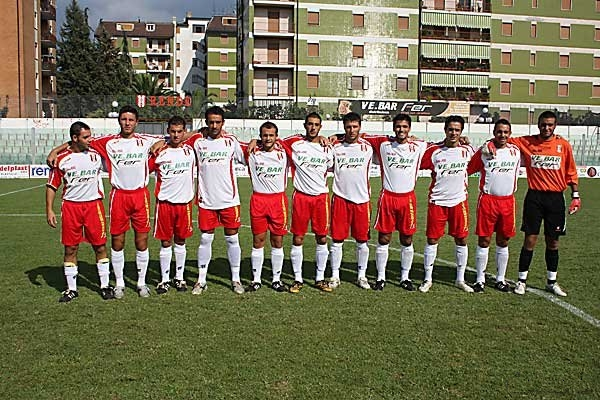
Formazione dell'allora S.S. Rende nella stagione 2008-2009

- Il Rende Calcio 1968 (il primo allenatore fu Mario Portone, successivamente anche sindaco della città), meglio conosciuto come Rende, è la squadra di calcio rappresentativa della città. La società è arrivata varie volte a disputare i campionati professionistici italiani, l’ultima volta nella stagione 1983/1984 nel campionato di Serie C1.[46] Nella stagione 2017-2018 la squadra milita in Serie C[47] dopo 33 anni di assenza.
- Le due squadre di basket maschili sono la Bim Bum Basket, che milita in Serie C Regionale, e il CUS Cosenza, che milita in Promozione.[senza fonte]

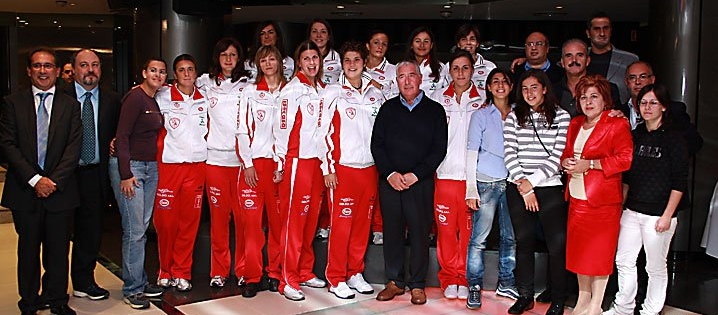
La rosa del Centro Pallacanestro Rende femminile

- La squadra di basket femminile è la Centro Pallacanestro Rende e milita in serie A2.
- La squadra di Calcio A 5 è l'A.S.D. Surdo c5 squadra dell'omonima frazione della città che milita in serie C2.
- La squadra di Calcio A 5 dei sordi milita in serie A ed ha vinto più di una volta il titolo di campione d'Italia.
- La squadra di pallavolo maschile è la Milani Rende e milita in serie C.
- La squadra di rugby è la Rugby Rende e milita in campionato di Serie C1, gioca le sue partite al campo Tonino Mazzuca.
- La squadra di pallanuoto è la Settebello Rende e milita nel campionato promozione Lucano-Pugliese.[senza fonte]